# Liste des plages de Mayotte

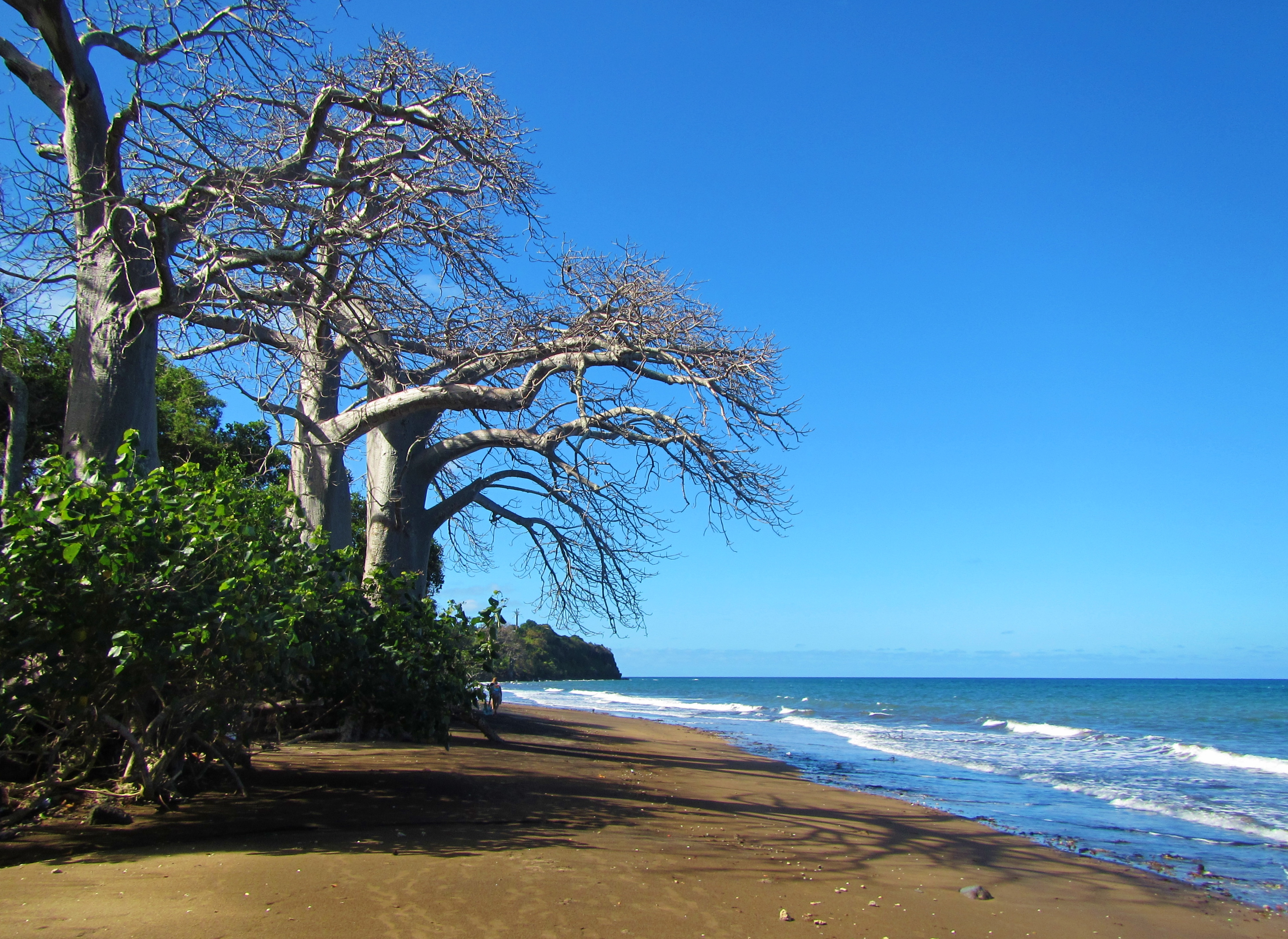
La Plage de Sakouli, une des plus prisées des touristes.

Cet article recense les plages (« Mtsanga » en shimaoré) de Mayotte, département d'outre-mer français de l'Océan Indien.

## Généralités

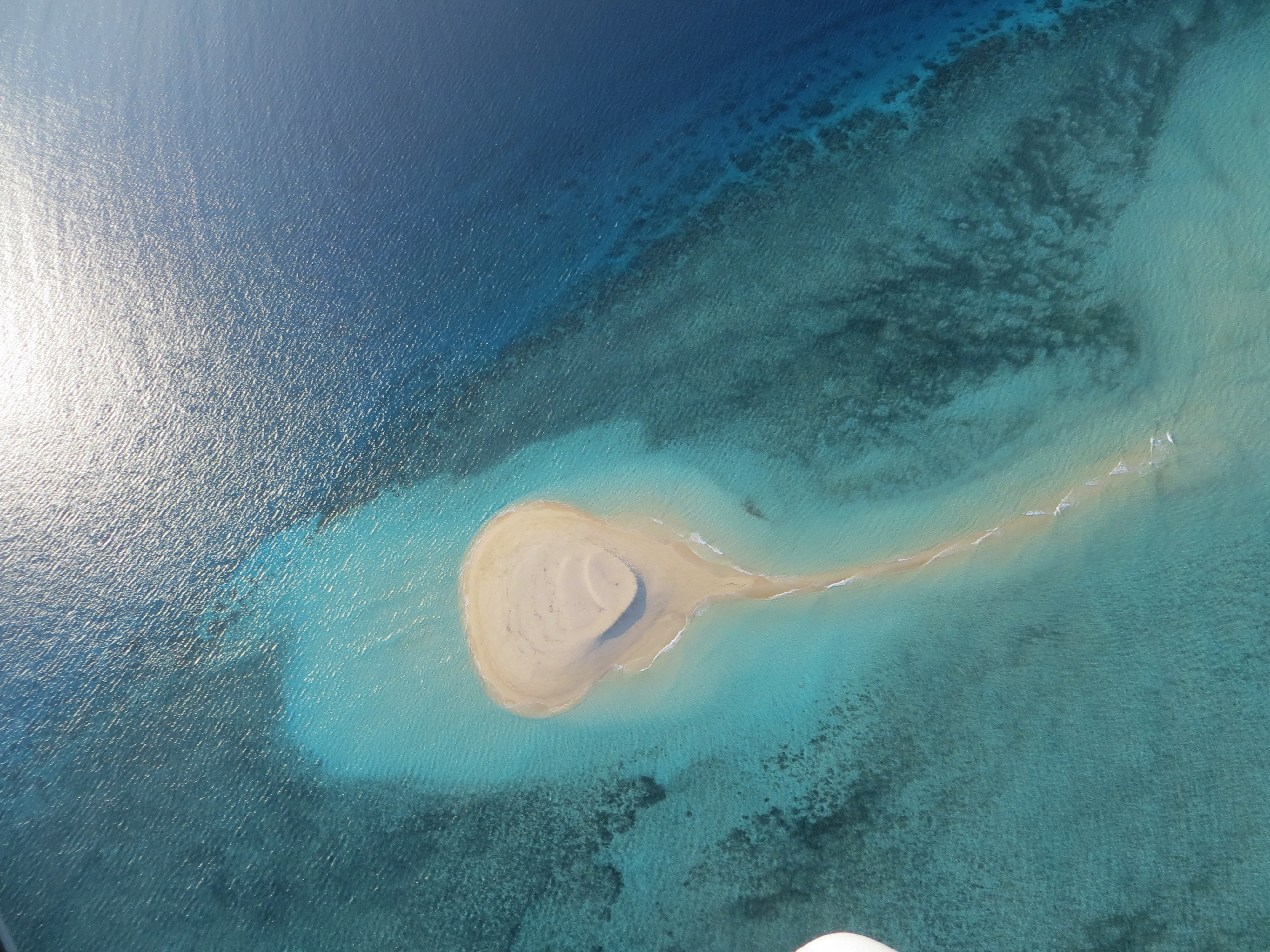
Îlot de Sable Blanc.

L'archipel de Mayotte comprend cinq îles principales, toutes d'origine volcanique (seul l'Îlot de Sable Blanc est de composition essentiellement corallienne). Une partie des côtes est rocheuse, présentant des falaises ou des éboulis tombant dans la mer. D'autres côtes sont ceintes par des forêts de mangrove, peu propices aux activités nautiques ou de plage. Enfin, d'autres zones sont bordées par des vasières, de peu d'intérêt touristique. Mais un certain nombre de segments de littoral est bordé de plages de sable fin, qui suivant les endroits est parfois noir ou brun (sable issu de la désagrégation de la roche locale), et souvent parfaitement blanc (issu de la désagrégation du corail mort). Les plages mahoraises sont généralement bordées de badamiers, de baobabs (parfois âgés de plus de 400 ans), de cocotiers et plus rarement de filaos. Certaines de ces plages sont facilement accessibles depuis la route, d'autres demandent une marche voire une randonnée pour être atteintes (Plage du préfet ou de Saziley), et enfin certaines ne sont accessibles qu'en bateau (notamment celles des îlots). L'Observatoire des tortues marines a dénombré 186 plages en 2006, s'étendant sur un total de 58 km de littoral. 
La température moyenne annuelle de l'eau est de 24 °C, avec des pics à près de 30 °C en saison chaude, ce qui rend le lagon de Mayotte particulièrement propice à la baignade, tout comme son calme relatif grâce à la protection contre les vagues qu'offre la barrière de corail. 
Un total de 44 sites sont déclarés par les mairies à l'ARS comme « site de baignade », même si plusieurs plages appréciées ne figurent pas dans cette liste (notamment celles qui sont éloignées des habitations). Plusieurs plages sont devenues touristiques, notamment celles pourvues d'un établissement de restauration, assurant une meilleure sécurité (Trévani, Sakouli, N'Gouja...) ; cependant, aucune plage ne fait l'objet d'une surveillance de baignade publique. 
Les plages situées sur la côte ouest permettent de contempler le coucher de soleil sur l'océan Indien. 
Plusieurs plages de Mayotte sont d'importants lieux de ponte des tortues marines, qui s'y font régulièrement braconner. Si les pontes ont généralement lieu de nuit, il n'est pas rare d'assister à des « émergences » de jeunes tortues, qui sortent du sable et s'empressent de gagner la mer. Les associations locales estiment que les plages de Mayotte accueillent chaque année environ 4 000 « montées » de tortues venues pour pondre, sur au moins 150 des plages de sable que compte l'île ; cependant, environ 10% d'entre elles ne regagnent jamais la mer, victimes des braconniers. 
C'est l’ARS Mayotte qui assure le contrôle sanitaire régulier des plages déclarées par les mairies comme zone de baignade. 
Sur les 30 sites échantillonnés en 2020, la qualité de l'eau est considérée « excellente » pour 8 sites, « bonne » pour 14, « suffisante » pour 5, et « insuffisante » pour 3 (rarement des plages touristiques, sauf l'eau de la Cascade Soulou à Tsingoni),. 
Dix plages ont fait l'objet de fermetures ponctuelles à la baignade en raison du risque microbien (essentiellement des plages de débarquement de pêcheurs ou des plages de villages). 
La qualité de l'eau varie dans le temps, et selon le rapport 2021 « 80% des mauvais résultats sont compris entre novembre et avril », du fait des pluies de mousson chargées en matière organique et en pollution. 
La baignade dans les baies alluvionnaires est donc déconseillée dans les 3 jours après un épisode de fortes pluies, rendant l'eau boueuse et potentiellement polluée. Les plages dépourvues de villages et de cours d'eau ne sont pas concernées. 

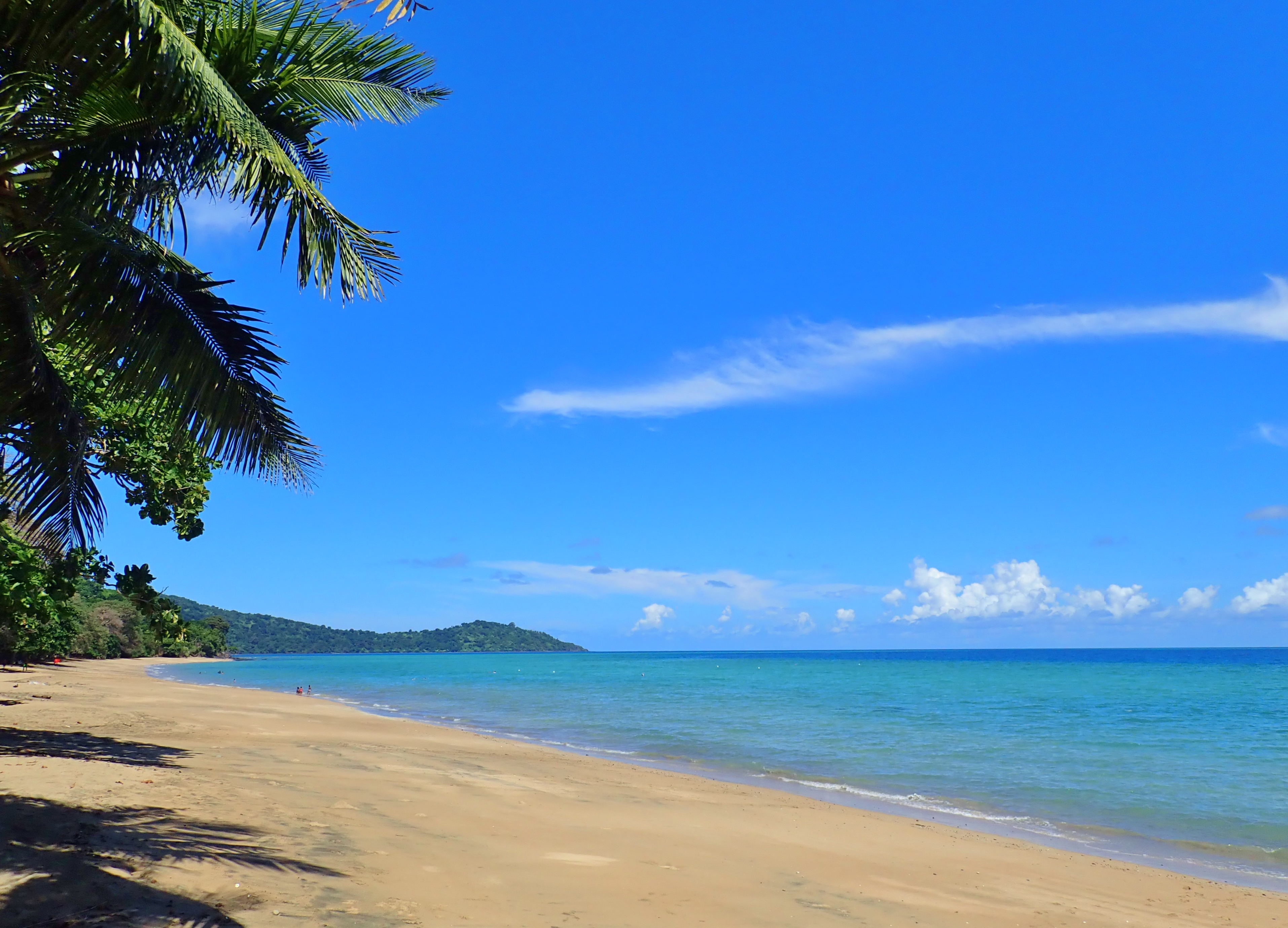
La plage de N'Gouja (commune de Kani-Kéli), une des plus appréciées de l'île.
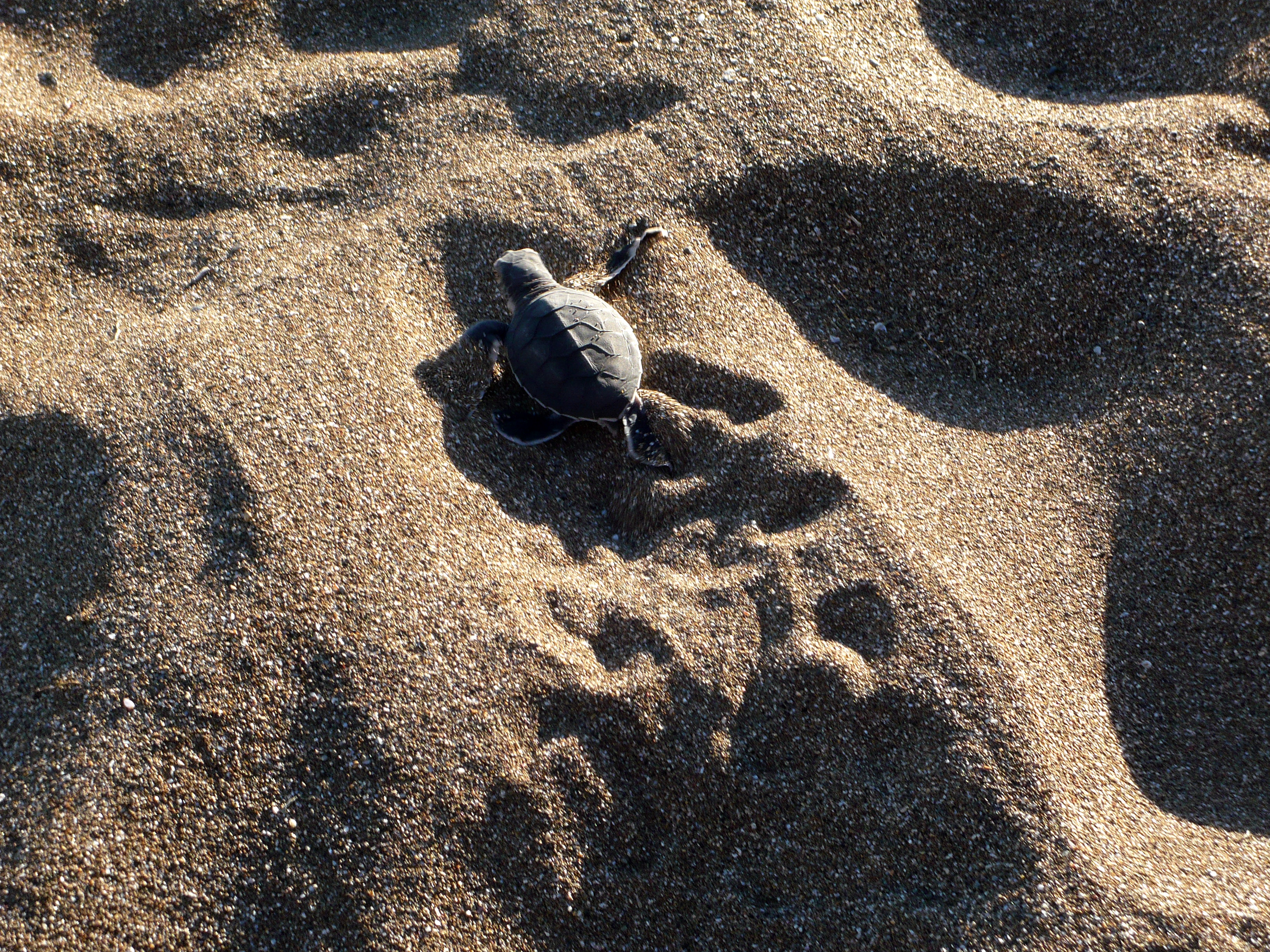
Jeune tortue verte émergeant de la plage de Moya.
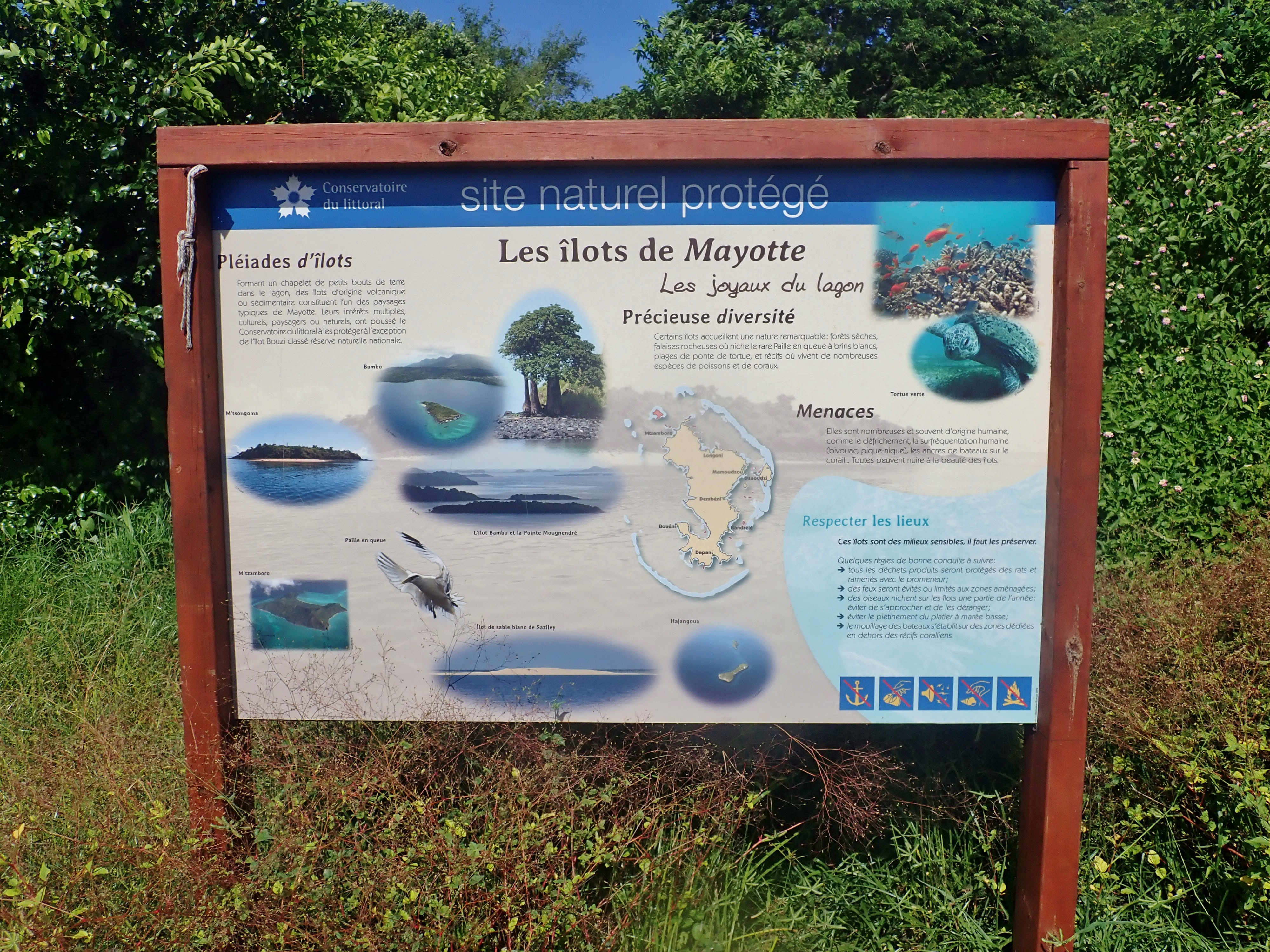
Panneau de réglementation environnementale à destination des usagers.
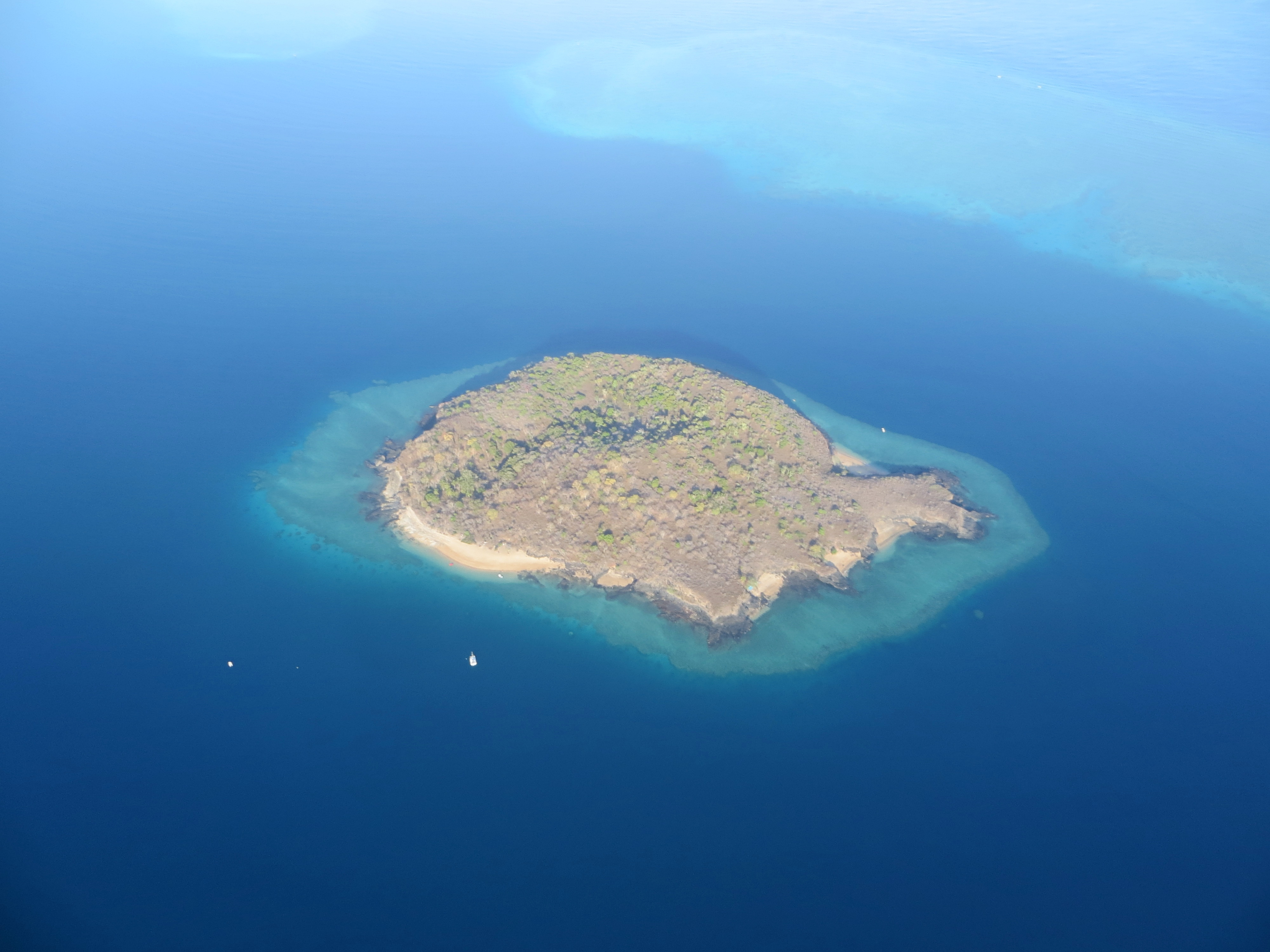
Les îlots, accessibles uniquement par bateau, sont prisés des touristes (îlot Bandrélé).
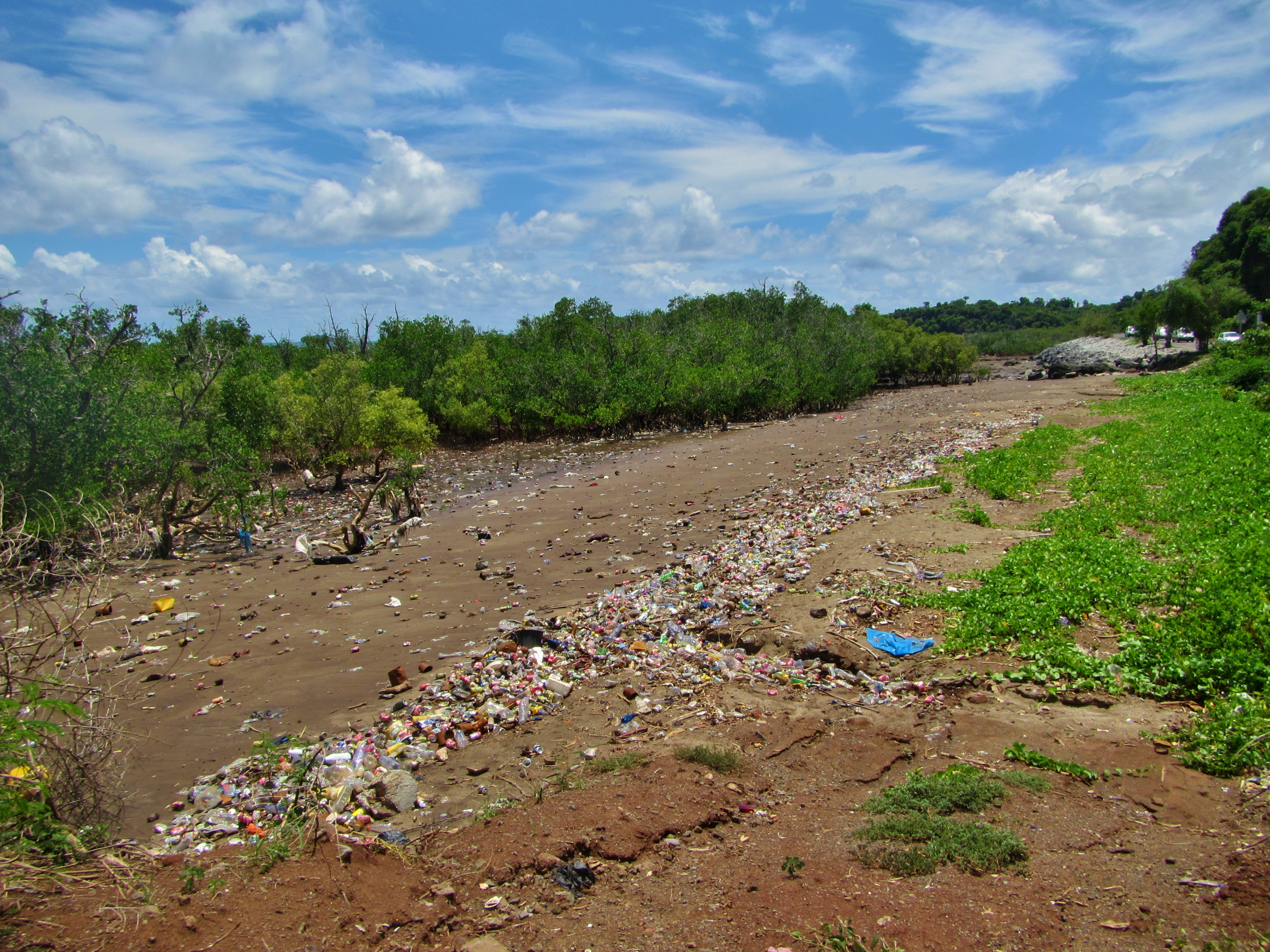
De nombreuses plages estuariennes sont polluées par des ordures à Mayotte (ici à Majicavo)

## Liste

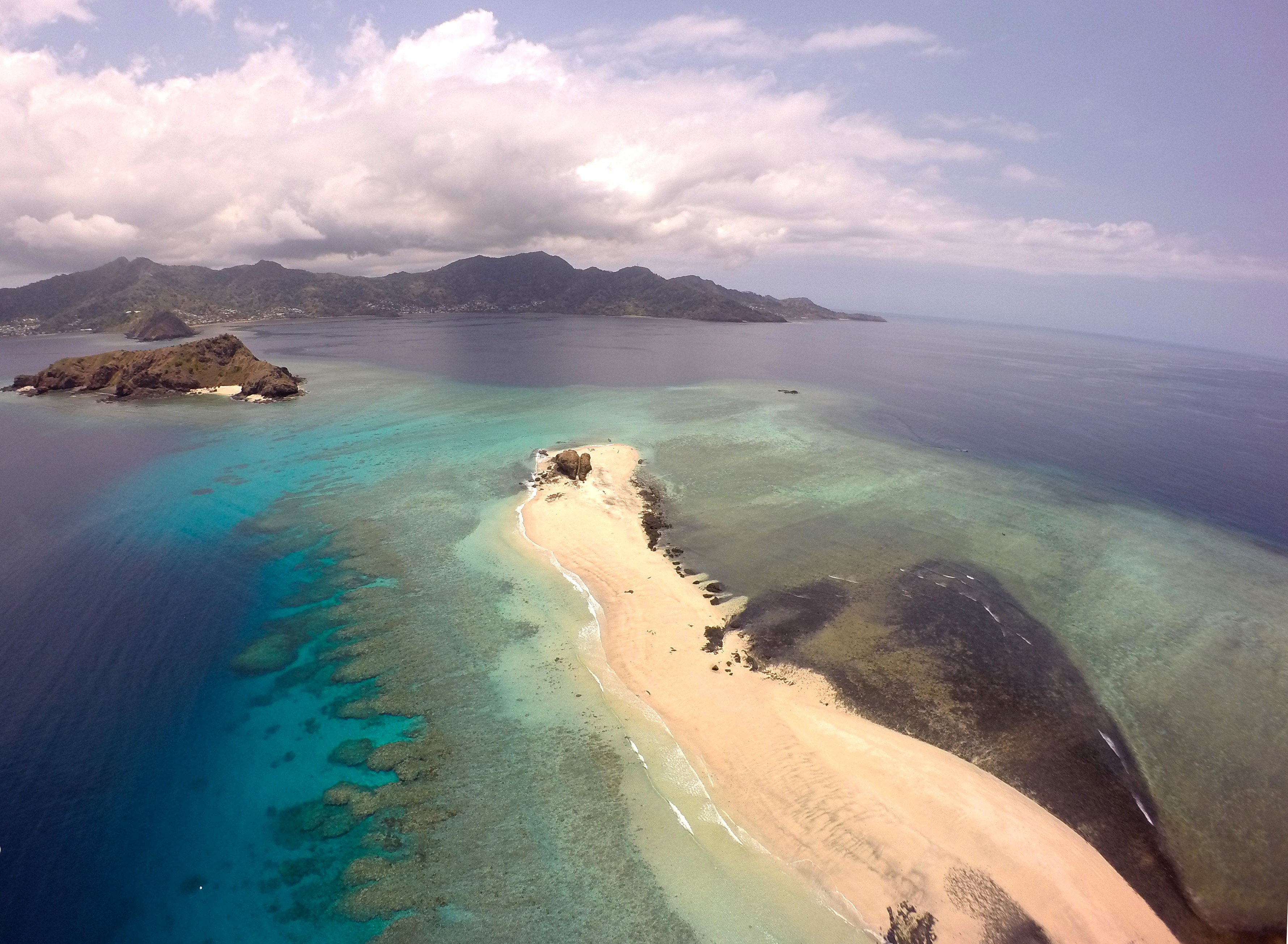
Ilôts Choisil.

### au Nord
- La plage de Trévani-hôtel (commune de Koungou) -- plage de sable brun très abritée et pourvue d'un hôtel et centre nautique. C'est la plage praticable la plus proche de Mamoudzou (12 km)[1]. La plage de Trévani-village est déconseillée à la baignade[6].
- Plage de Longoni -- plage de sable brun
- Plage du Préfet (pointe Handrema, commune de Bandraboua) -- plage de sable blanc très isolée (la pointe Handréma en compte plusieurs autres)[1]
- Plage de Jiva, près de Mtsamboro, qui fait l'objet depuis 2021 d'un important travail d'aménagement par la municipalité[12].
- Plage des Ilôts Choisil -- bande de sable blanc reliant les deux îlots Choisil
- Plages de l’îlot de M’Tzamboro -- plusieurs grandes plages de sable blanc, la principale étant Antakoudja.
- Îlot des sternes -- îlot de sable blanc émergeant de la barrière de corail, visible essentiellement à marée basse.

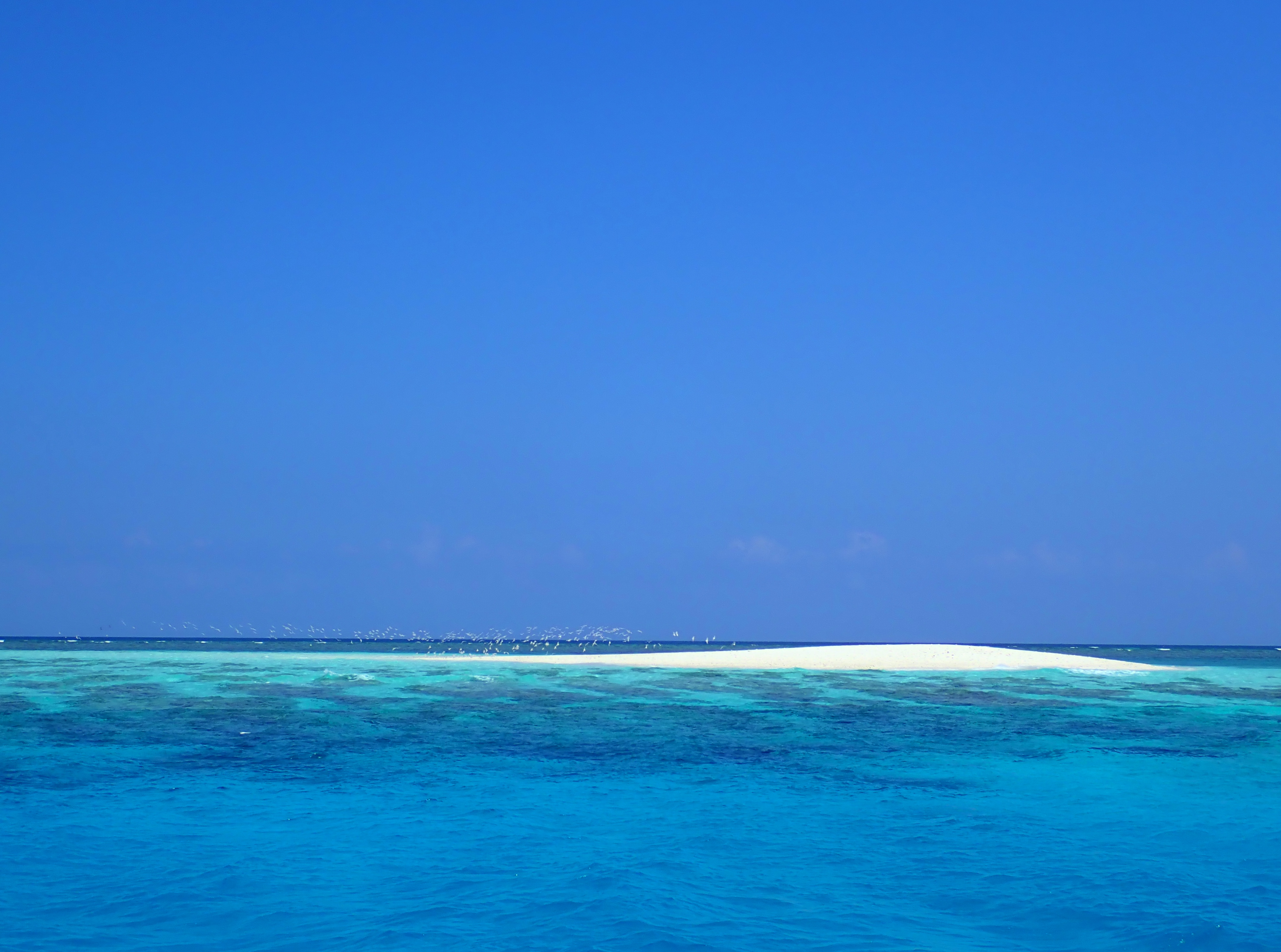
L'îlot des sternes (émergé seulement à marée basse)
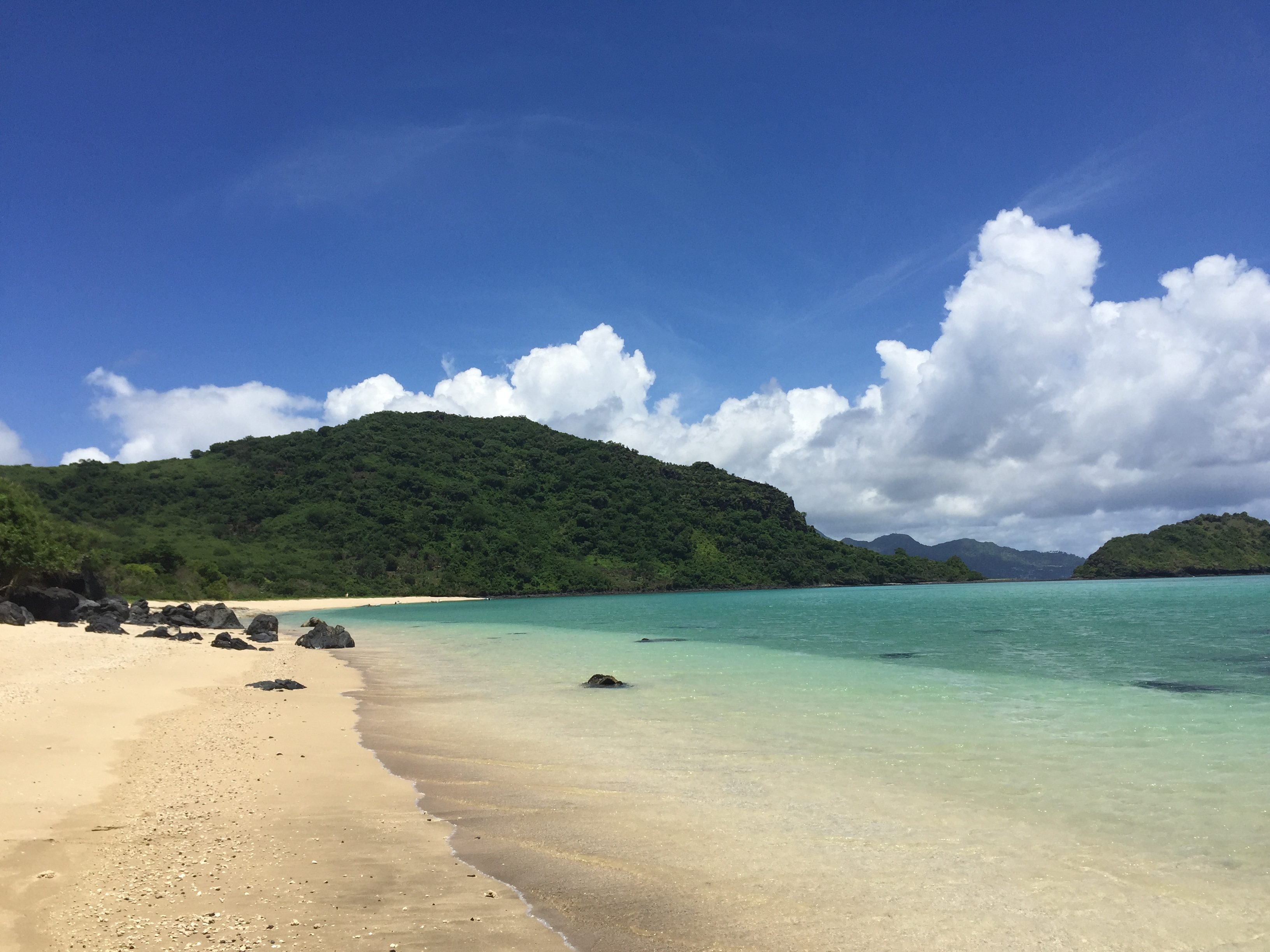
Grande plage d'Antakoudja sur l'îlot Mtsamboro.
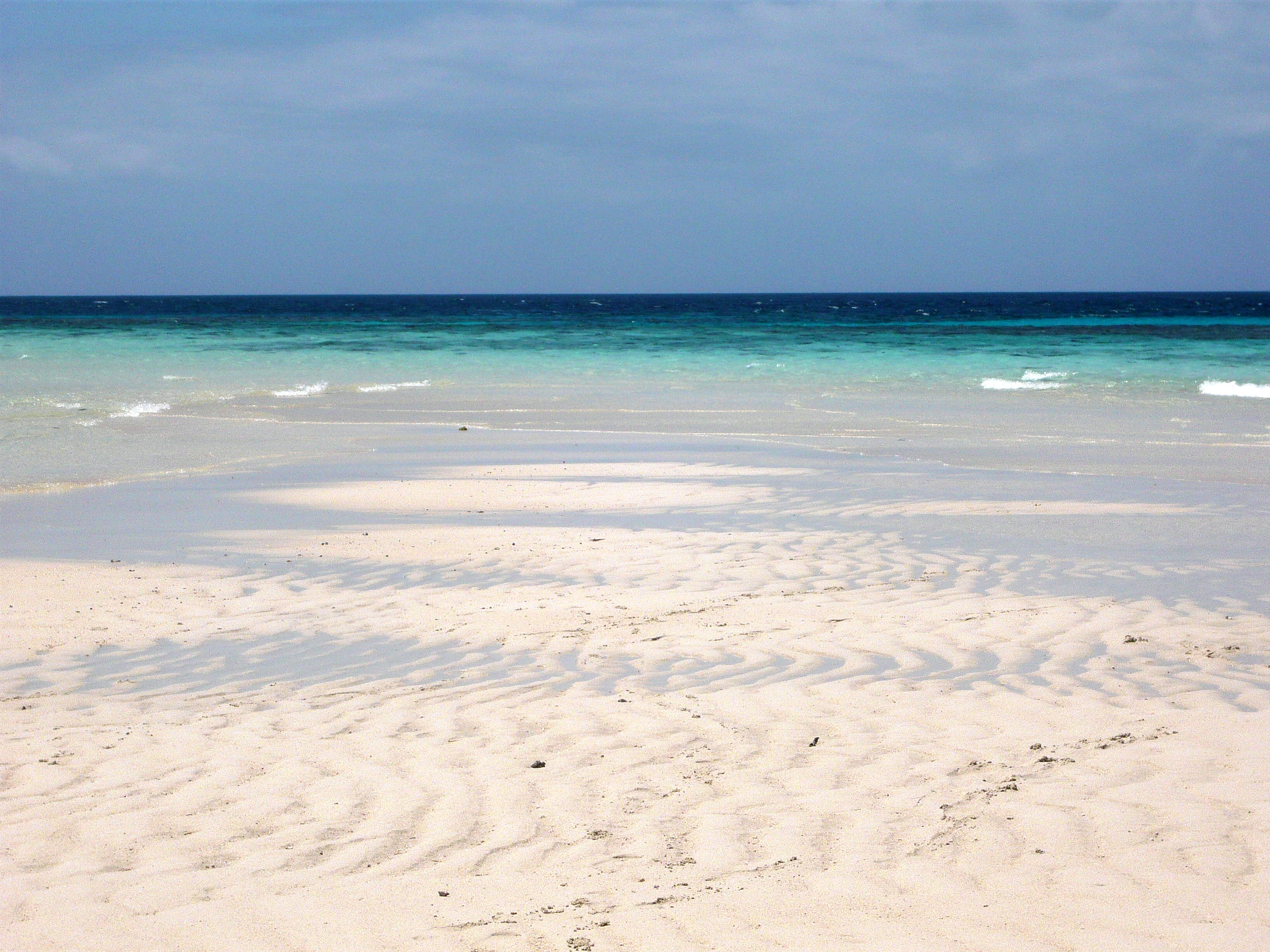
Plage des Ilôts Choisil
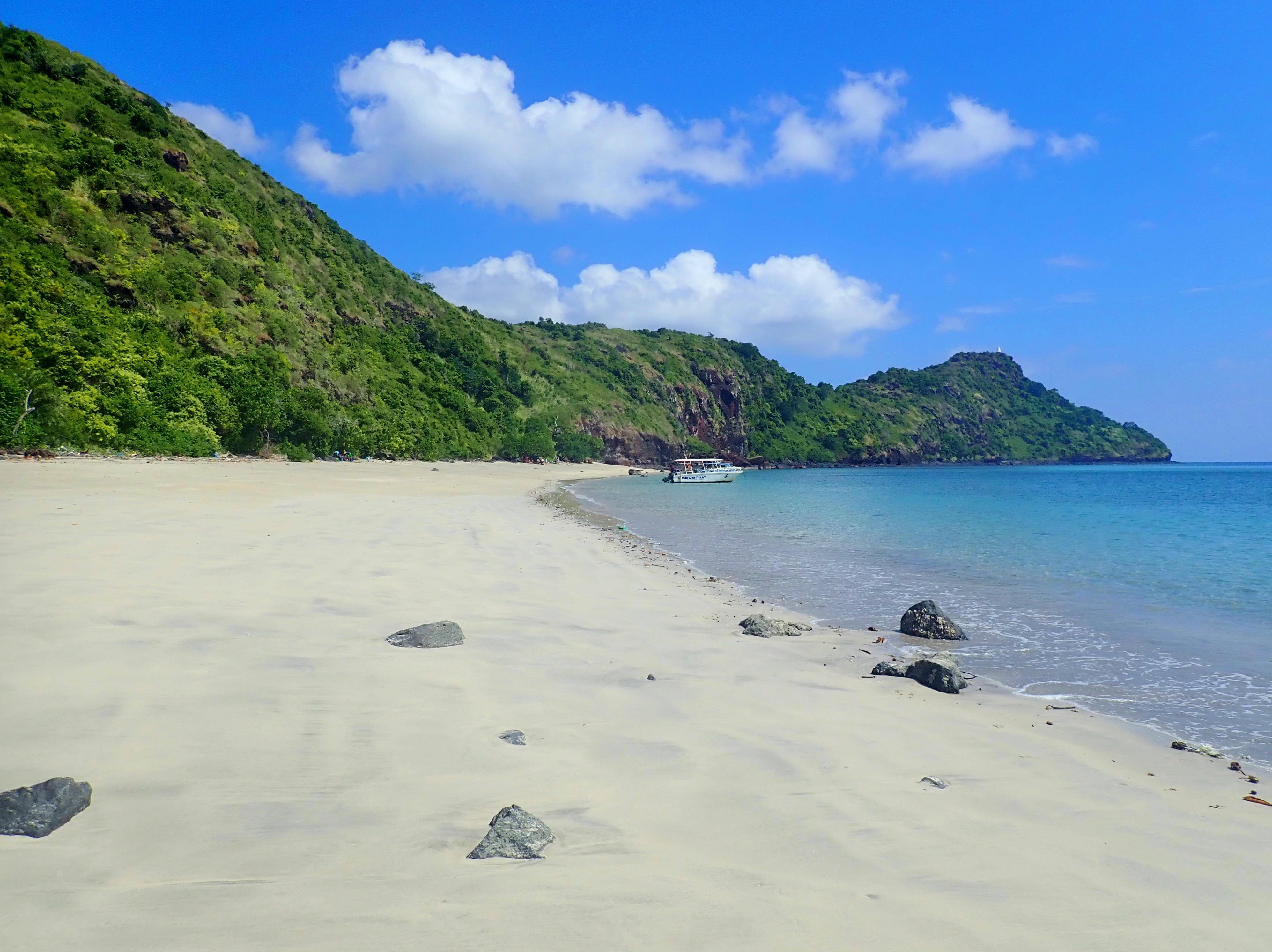
Plage du Préfet.
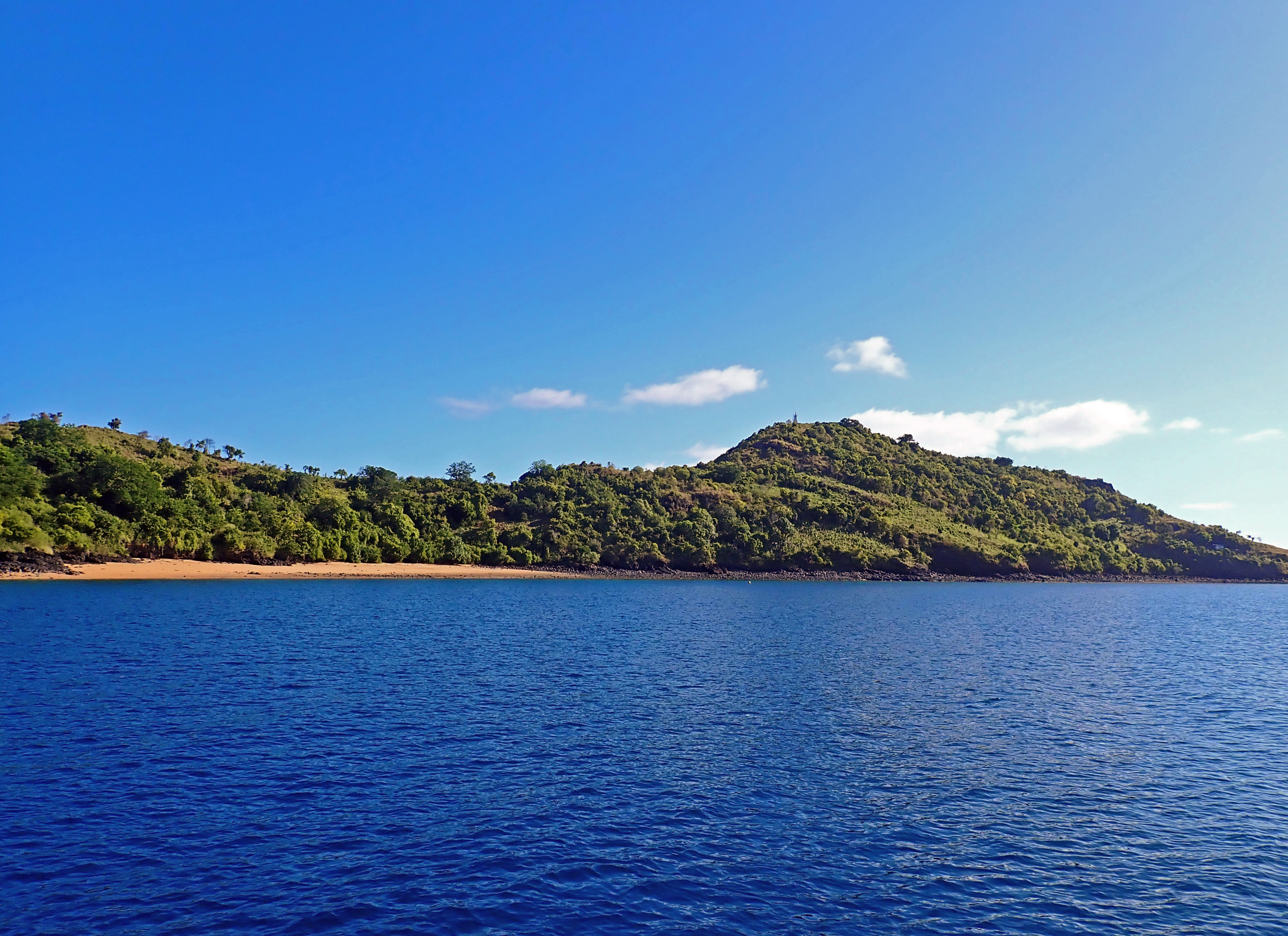
Une des plages de la pointe Handréma.

### à l'Est

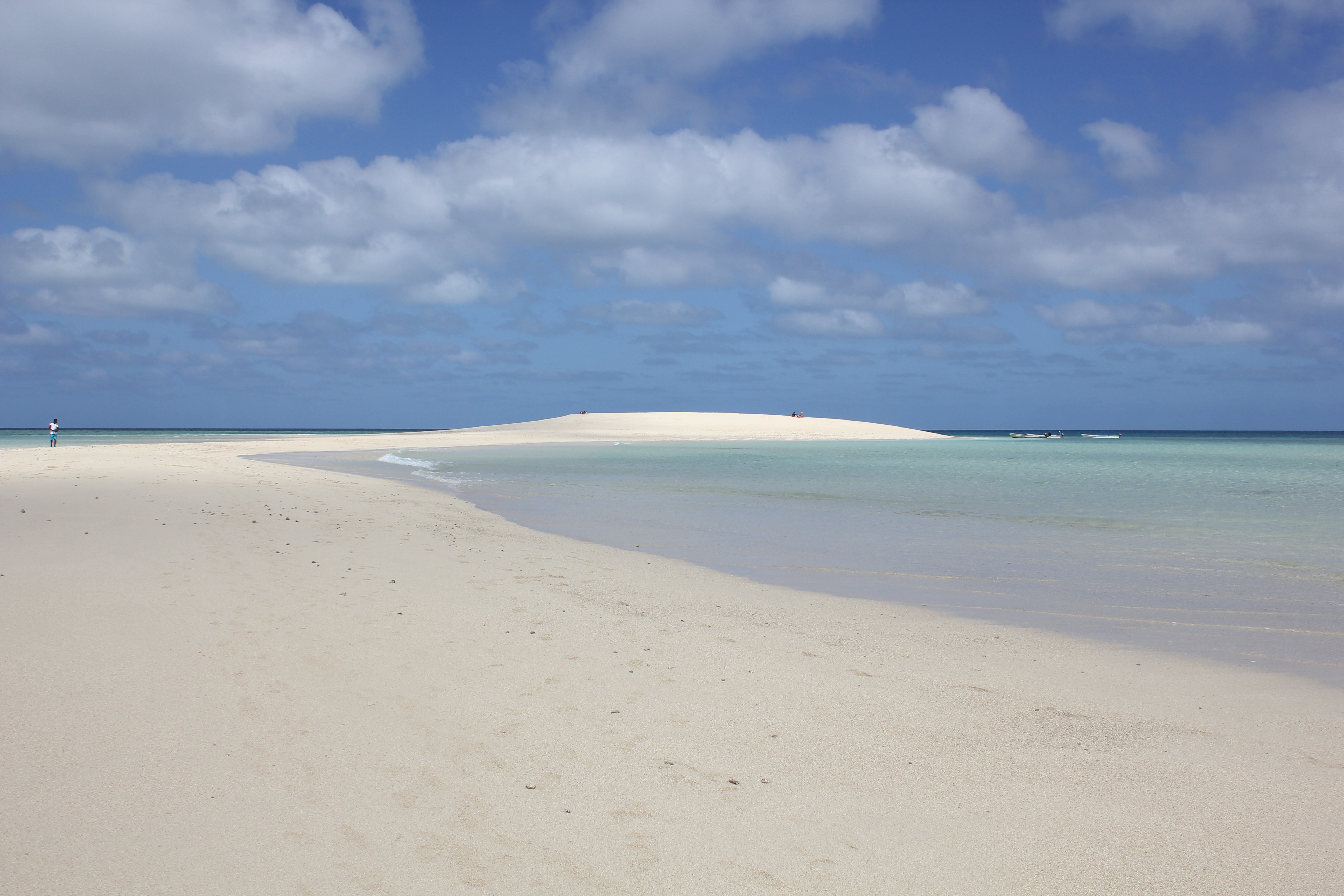
L'Îlot de Sable Blanc.

- Plage d'Hamouro : Plage de sable gris (déconseillée à la baignade par l'ARS[6], servant essentiellement aux pêcheurs)
- Plage de Sakouli (commune de Bandrélé) : Grande plage de sable brun clair, pourvue d'un restaurant et d'un centre nautique, et bordée de baobabs géants[1].
- Plages de l'îlot Bandrélé -- plusieurs plages de sable blanc, accessibles seulement par la mer[1]
- Plage de Nyambadao (commune de Bandrélé) : plage de sable brun sombre (déconseillée à la baignade par l'ARS[6], servant essentiellement aux pêcheurs)
- Musicale Plage (commune de Bandrélé) : plage de sable brun
- Plage de Bambo Est ou « Dzona », et îlot Bambo (commune de Bandrélé) : plage de sable gris pourvue de barbecues[1] ; îlot bordé de sable blanc.
- Plage de M'Tsamoudou -- Large plage de sable noir
- Plages de Saziley (partie du Parc marin de Saziley) -- une grande plage de sable blond, une de sable orange et une de sable noir, très isolées, sur une longueur totale de 980 m[3]. Site protégé car haut lieu de ponte de tortues[13].
- Îlot de Sable Blanc (au large de Saziley) -- îlot constitué intégralement de sable blanc, donc une plage panoramique, accessible uniquement par bateau[1].

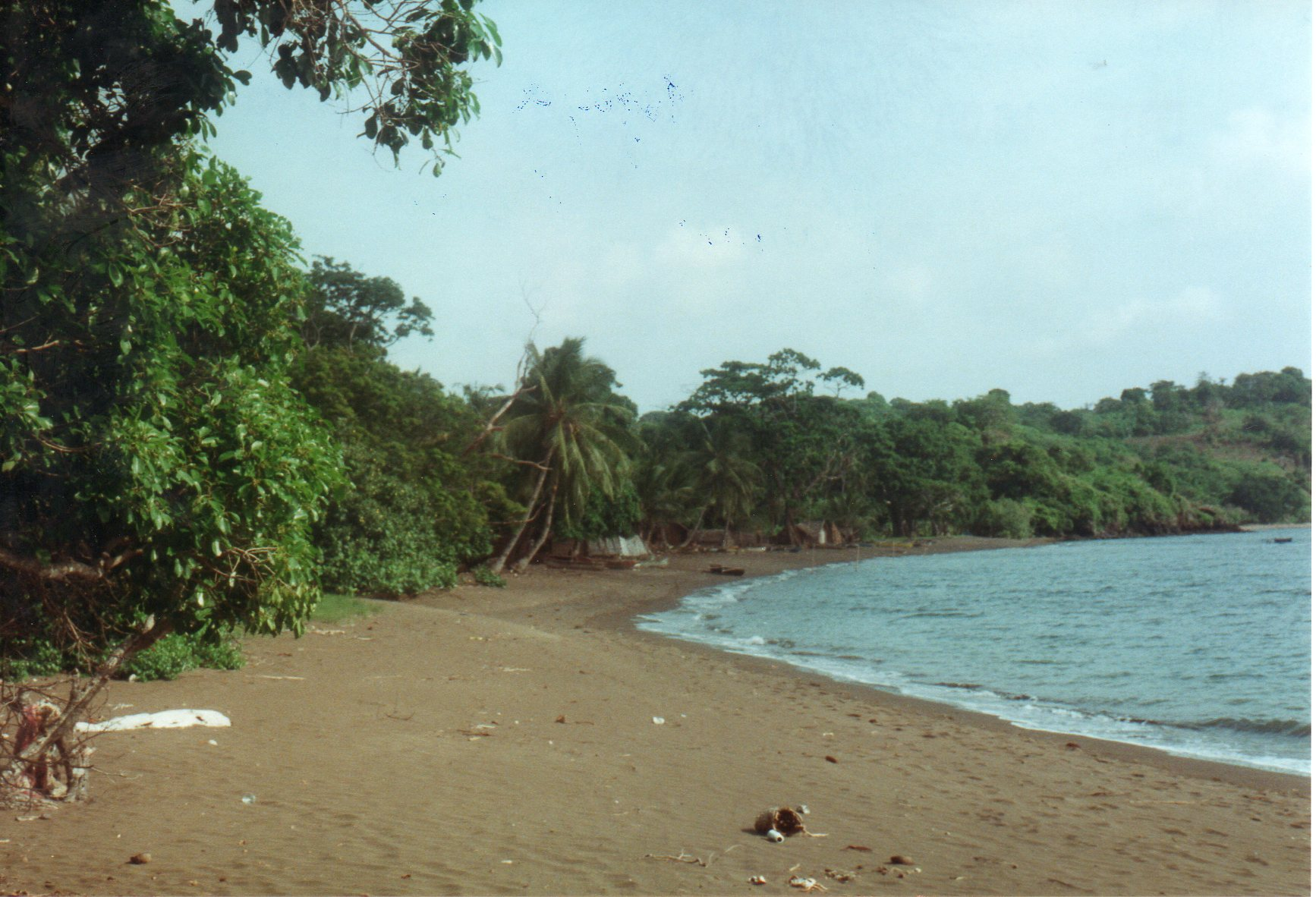
Plage d'Hamouro.
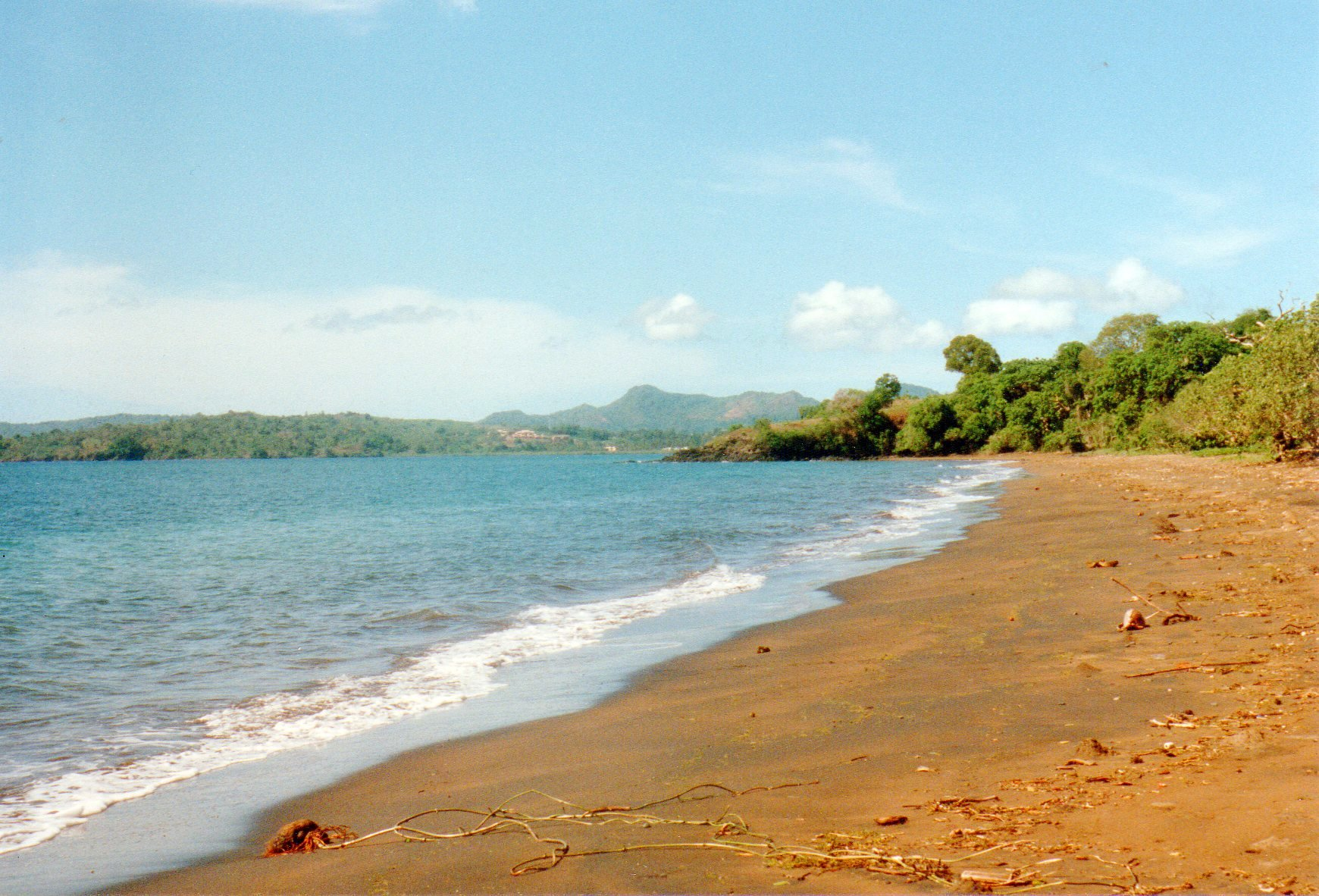
Plage de Sakouli (en 1997).
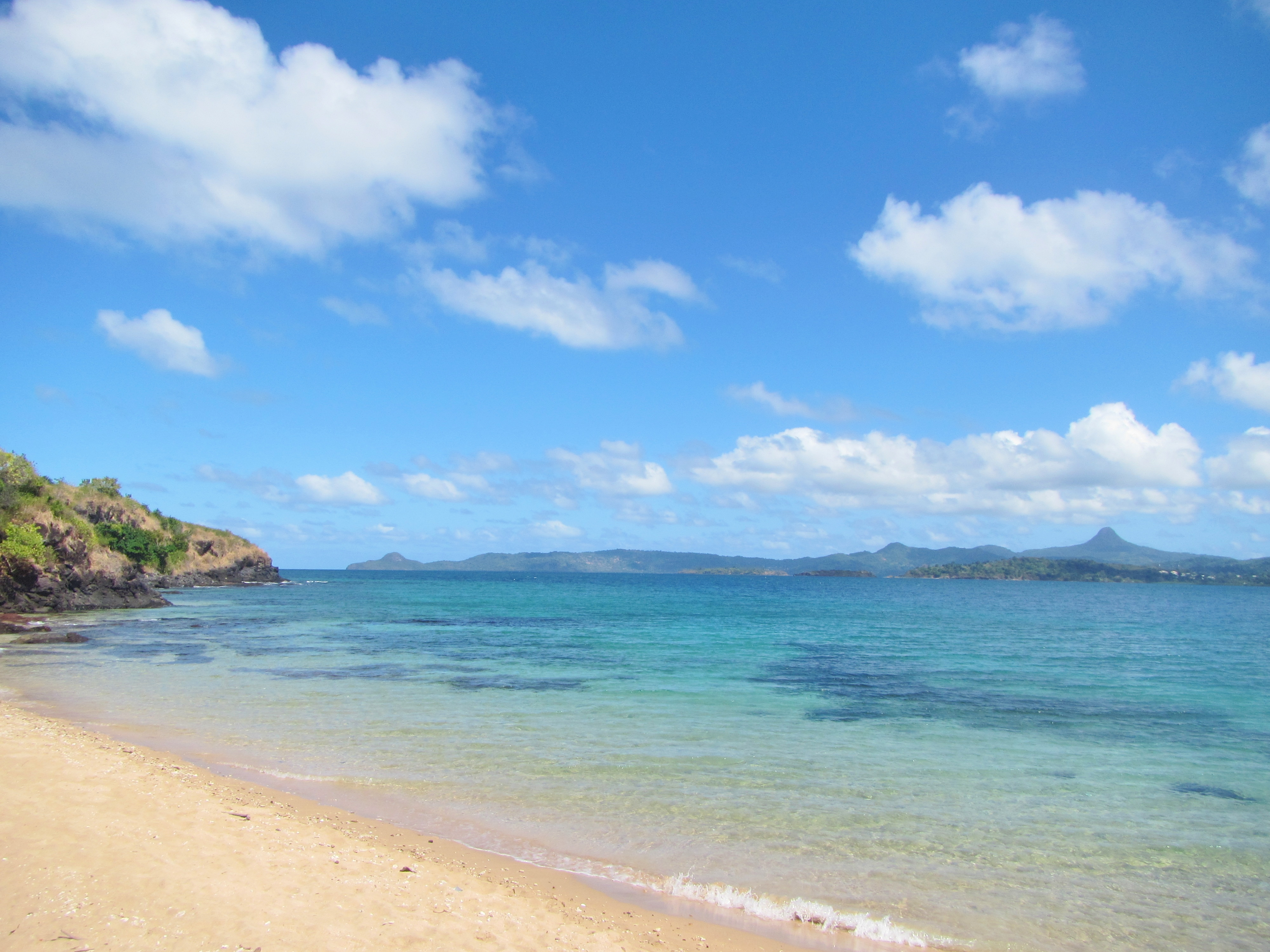
Vue sur le sud depuis la plage ouest de l'îlot Bandrélé.
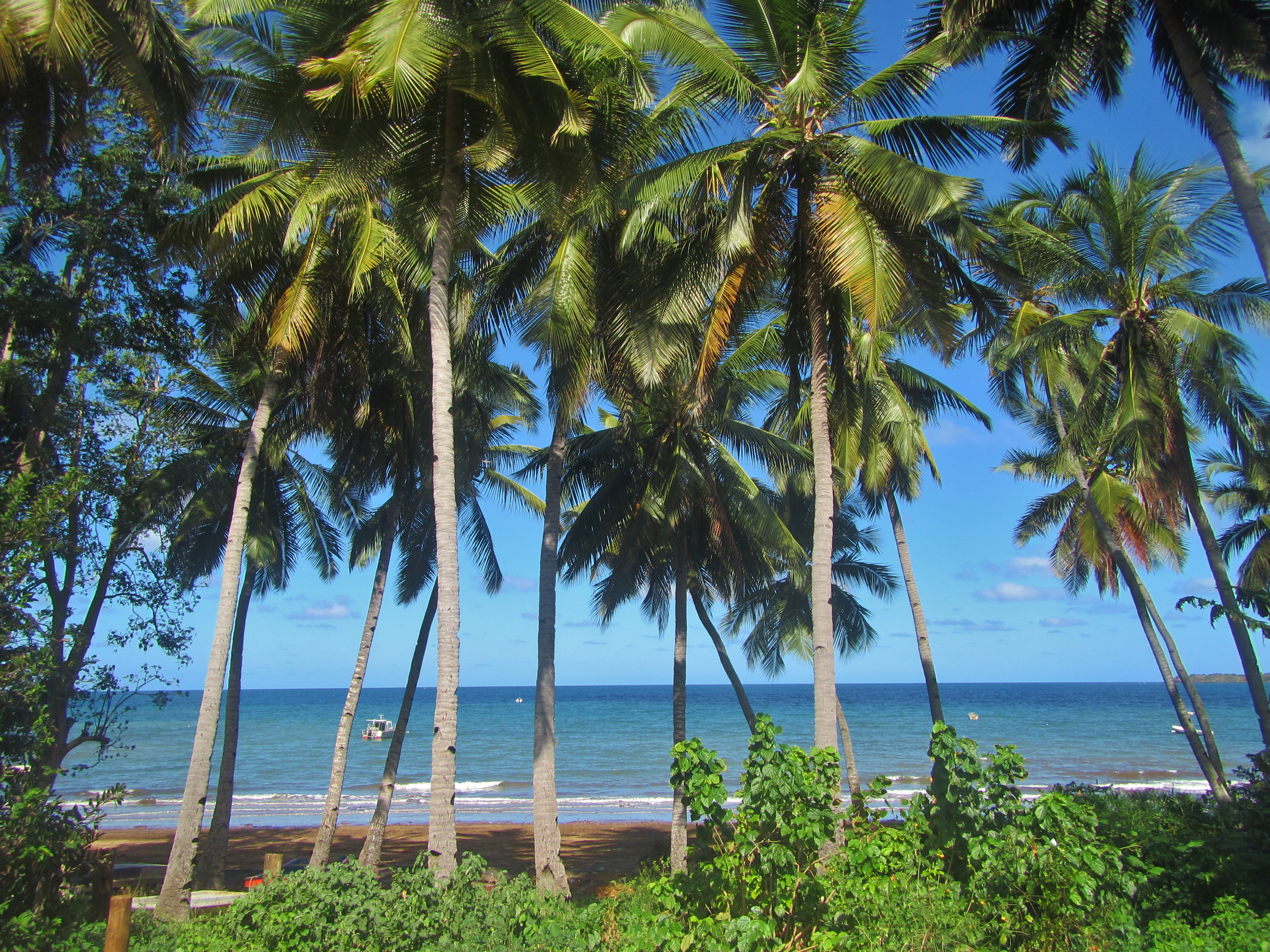
Plage de Nyambadao.
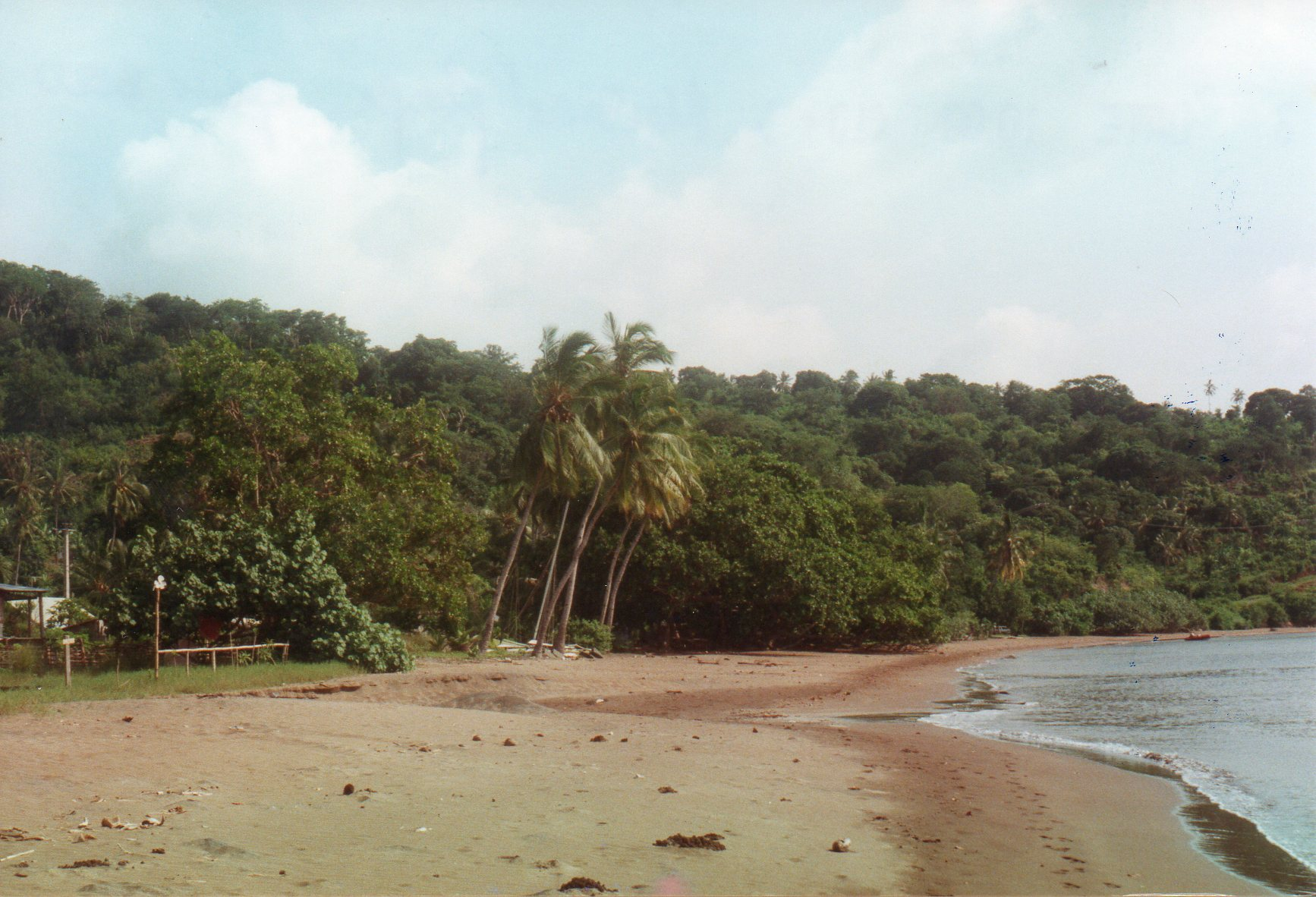
Musicale Plage.
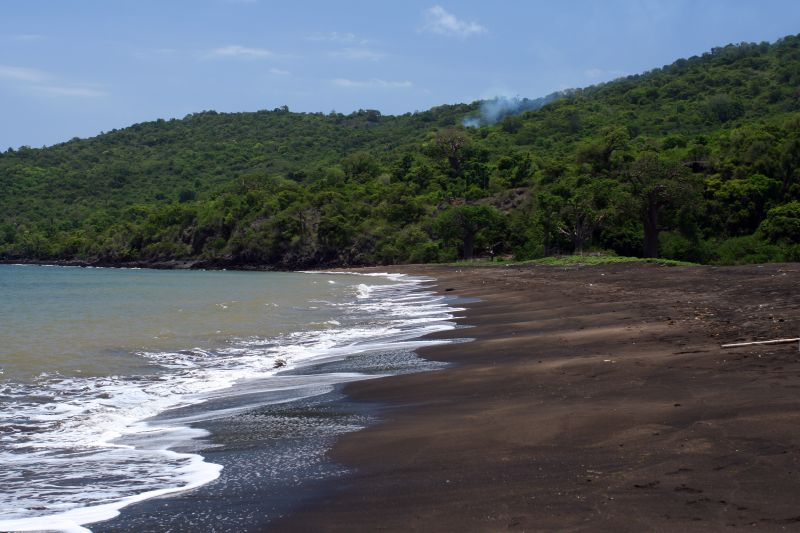
Plage de Mtsamoudou.
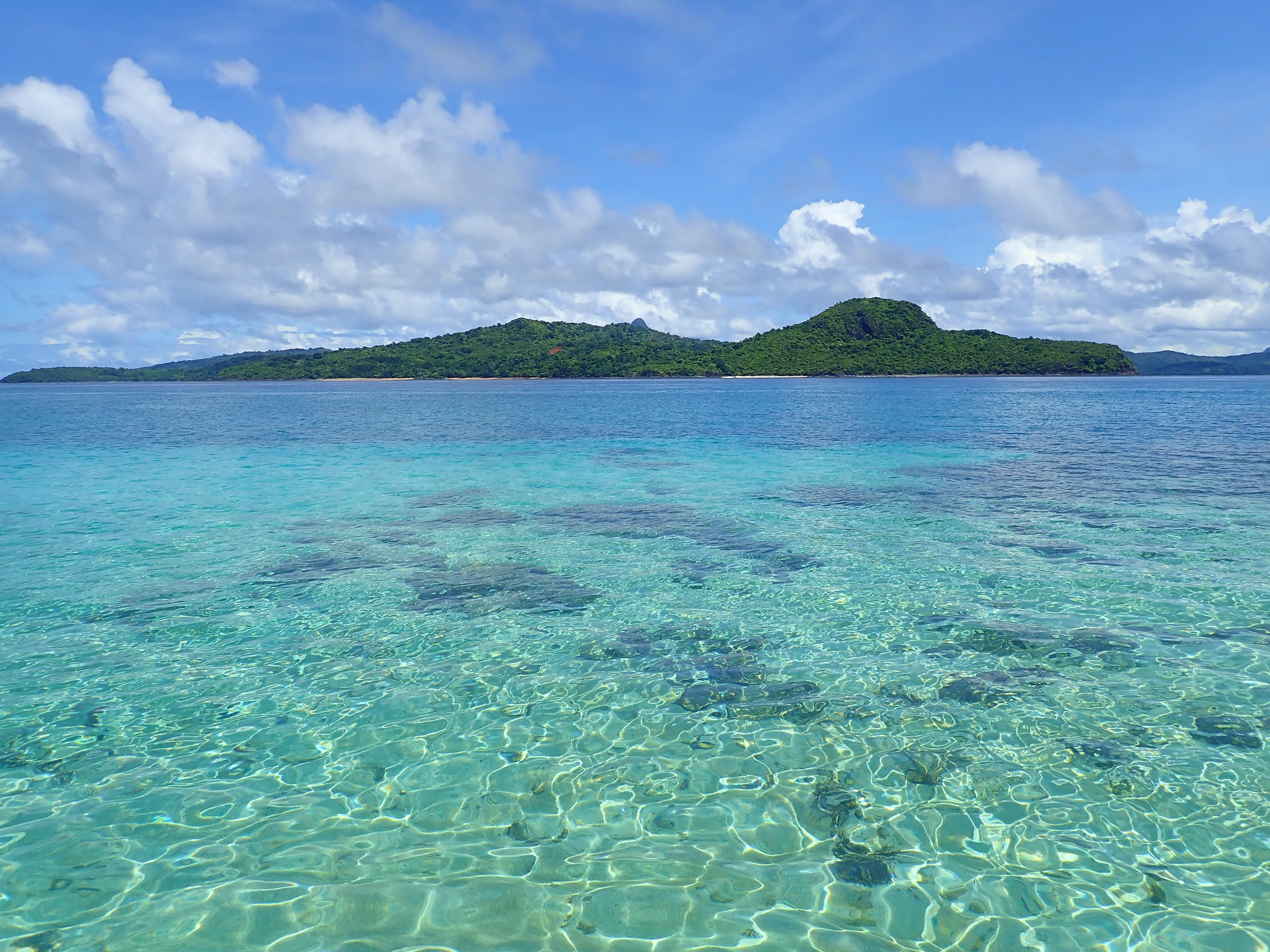
Les plages de Saziley, parmi les plus sauvages de Mayotte.

### au Sud

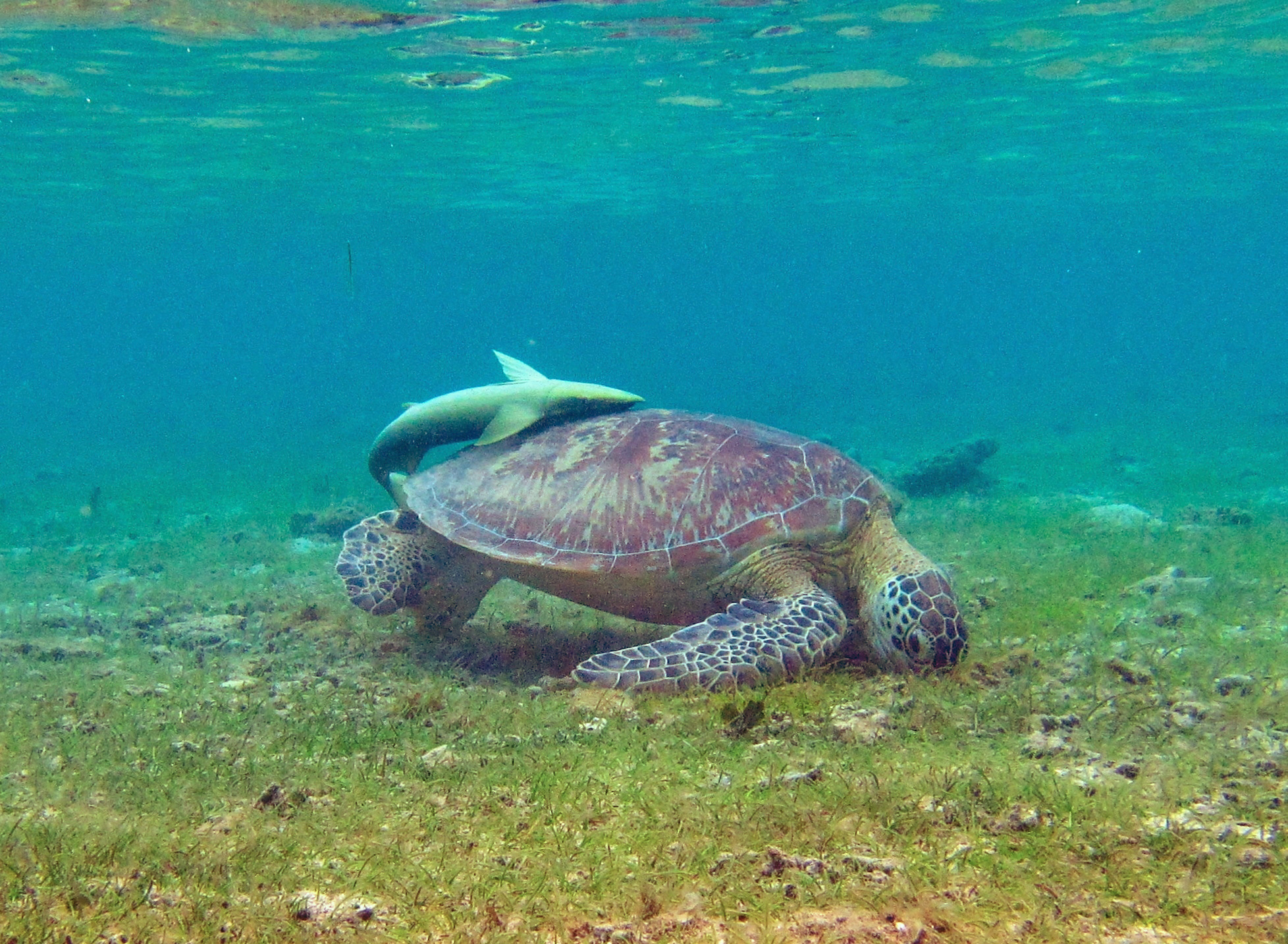
La plage de N'gouja est célèbre pour ses tortues, encore très braconnées à Mayotte.

- Plage de Bandrakouni -- plage de sable brun
- Plage de N’Gouja (commune de Kani-Kéli) -- une des plus célèbres plages de Mayotte[1],[14],[15] : sable blanc, récif complexe, nombreuses tortues, baobabs centenaires et hôtel-restaurant.
- Plage des 3 baobabs ou Mtsanga Mtiti -- Plage de sable blanc avec un hôtel-restaurant
- Plage de Mzouazia ou Mtsanga Kanoua -- Plage de sable blanc, partie sud de l'isthme de Bouéni
- Plage de Bambo Ouest ou Mtsanga Foumbouni -- plage de sable gris clair, jouxtant la « Baie des tortues », avec un restaurant[1].
- Plage Gouela & Plage du sud de Bouéni -- deux courtes plages de sable clair, avec un hôtel et un gîte[1].

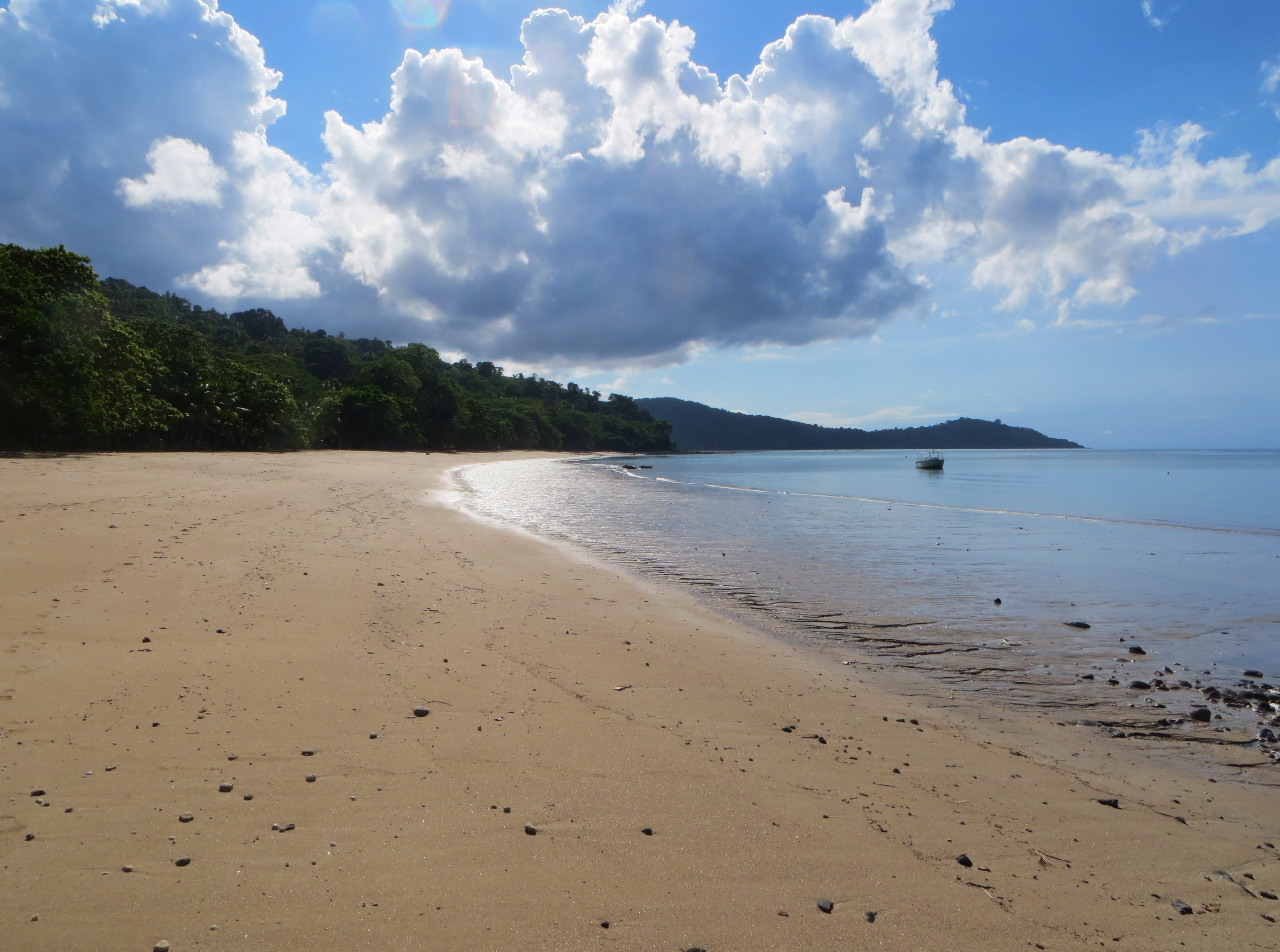
La plage de N'Gouja est l'une des plus appréciées de Mayotte.
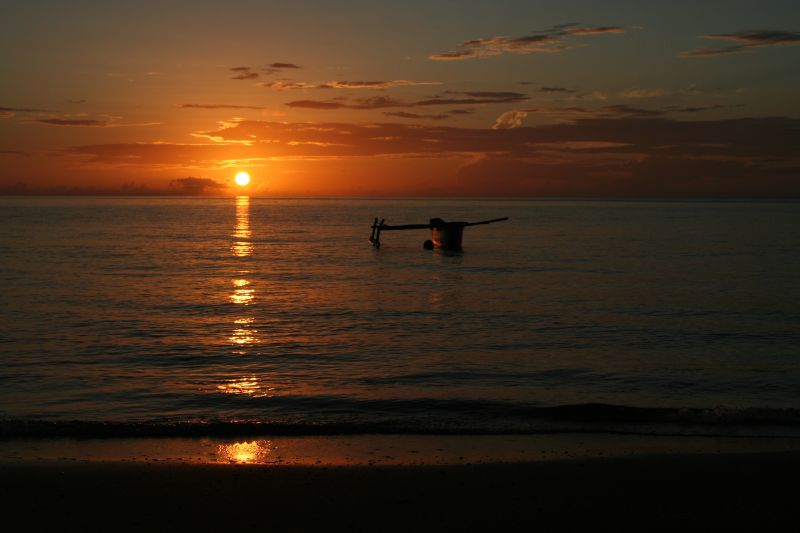
Coucher de soleil depuis la plage Robinson (Bouéni).

### à l’Ouest

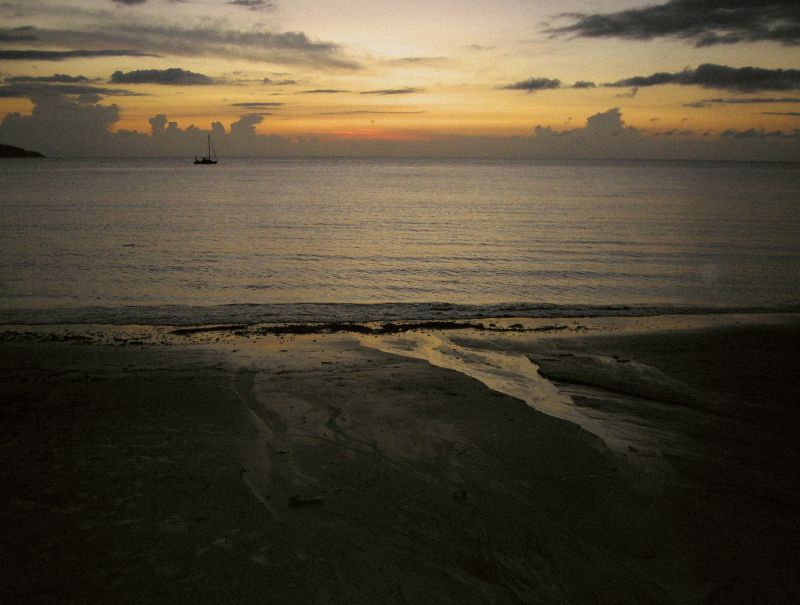
Les plages de l'ouest permettent d'admirer les couchers de soleil, comme ici à « Tahiti Plage »

- Plage de Mtsanga Beach -- Large plage de sable brun clair, avec un centre de voile.
- « Tahiti Plage » (ou Mtsanga Mtsanyounyi, commune de Sada) -- plage de sable blond, pourvue de deux bars-snacks[1]
- Plages de Sada -- Une grande plage face au village (déconseillée par l'ARS[6]), une plus petite (Mtsanga mtiti[1]) avec l'îlot Sada accessible à marée basse par le tombolo.
- Plage de Sohoa (commune de Chiconi) -- très longue plage de sable brun clair, avec un coin pique-nique[1].
- Plage de Soulou -- plage de sable blond, prisée pour sa cascade naturelle d'eau douce qui permet de désaler.
- Plage de Tanarèki -- Plage de sable clair avec un petit îlot sur le platier.
- Plages de Mliha et Chanfi -- plage de sable blond
- Plage Mtsanga Fanou (commune d'Acoua) -- plage de sable blanc assez isolée[1], aux eaux claires.
- Plage de Tsoha -- plage de sable clair, très sauvage[1].
- Plage de Foumbouni -- plage de sable clair juste à l'ouest de Mtsamboro.

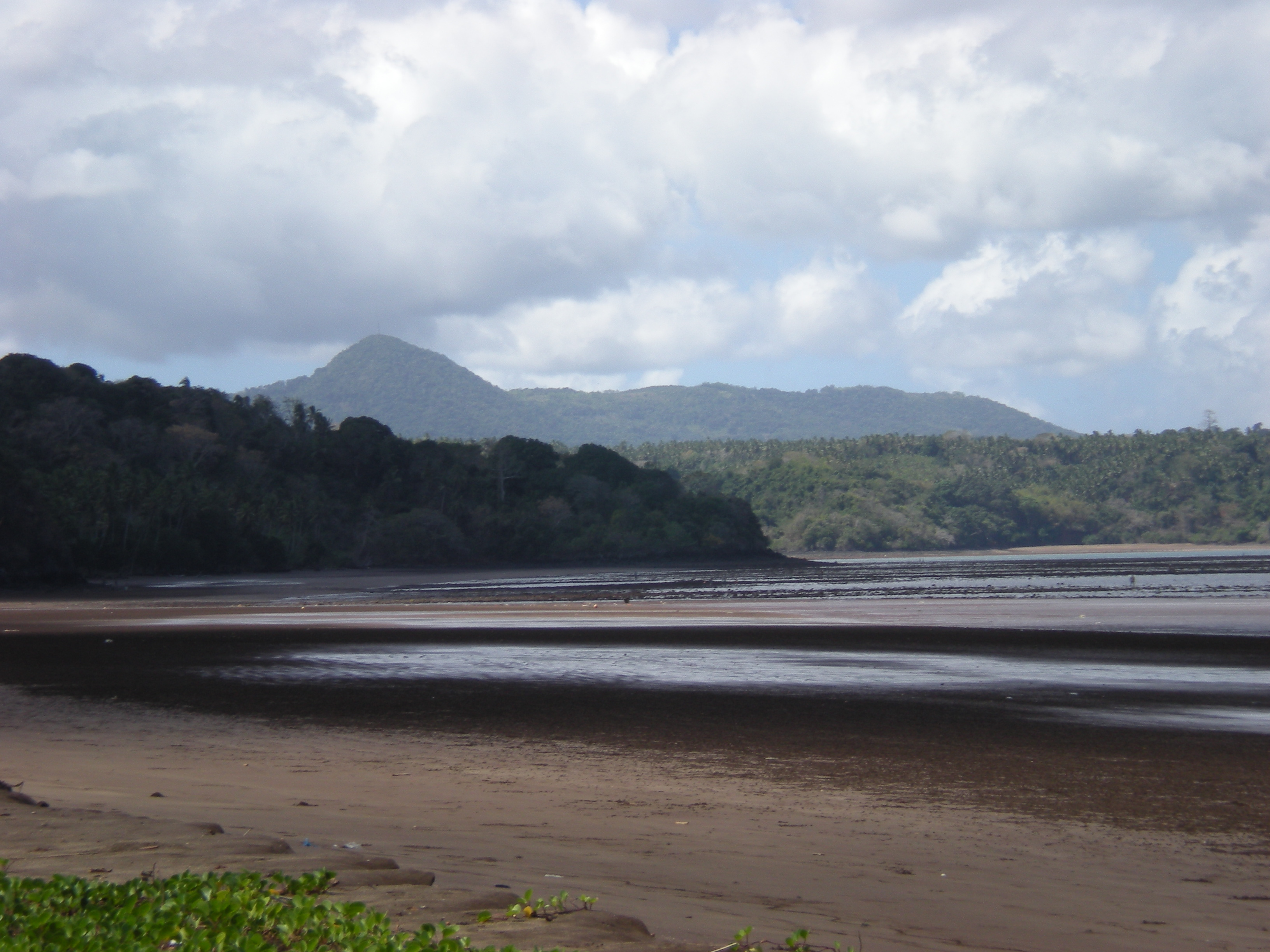
Plage de Soulou
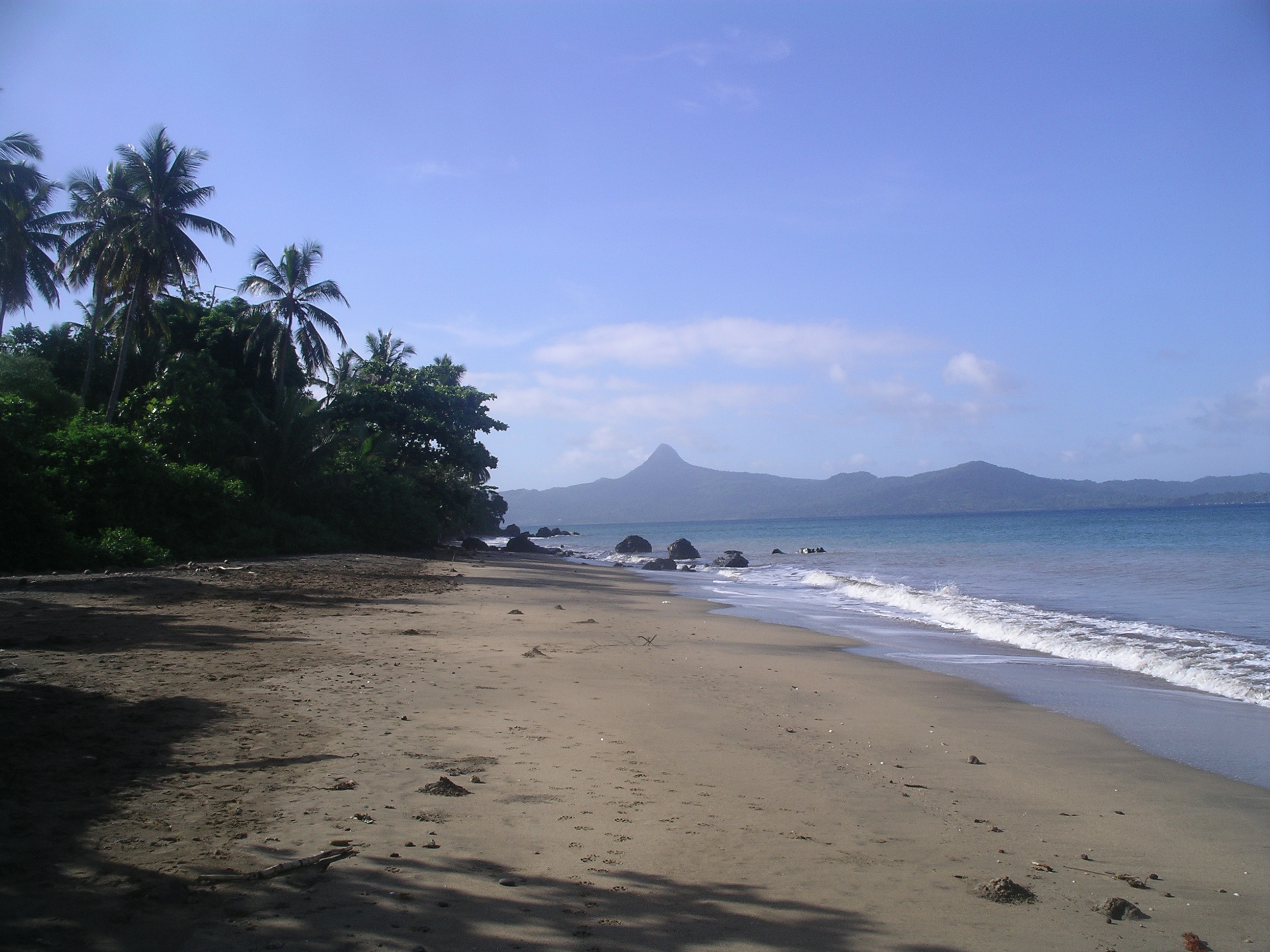
« Tahiti Plage »
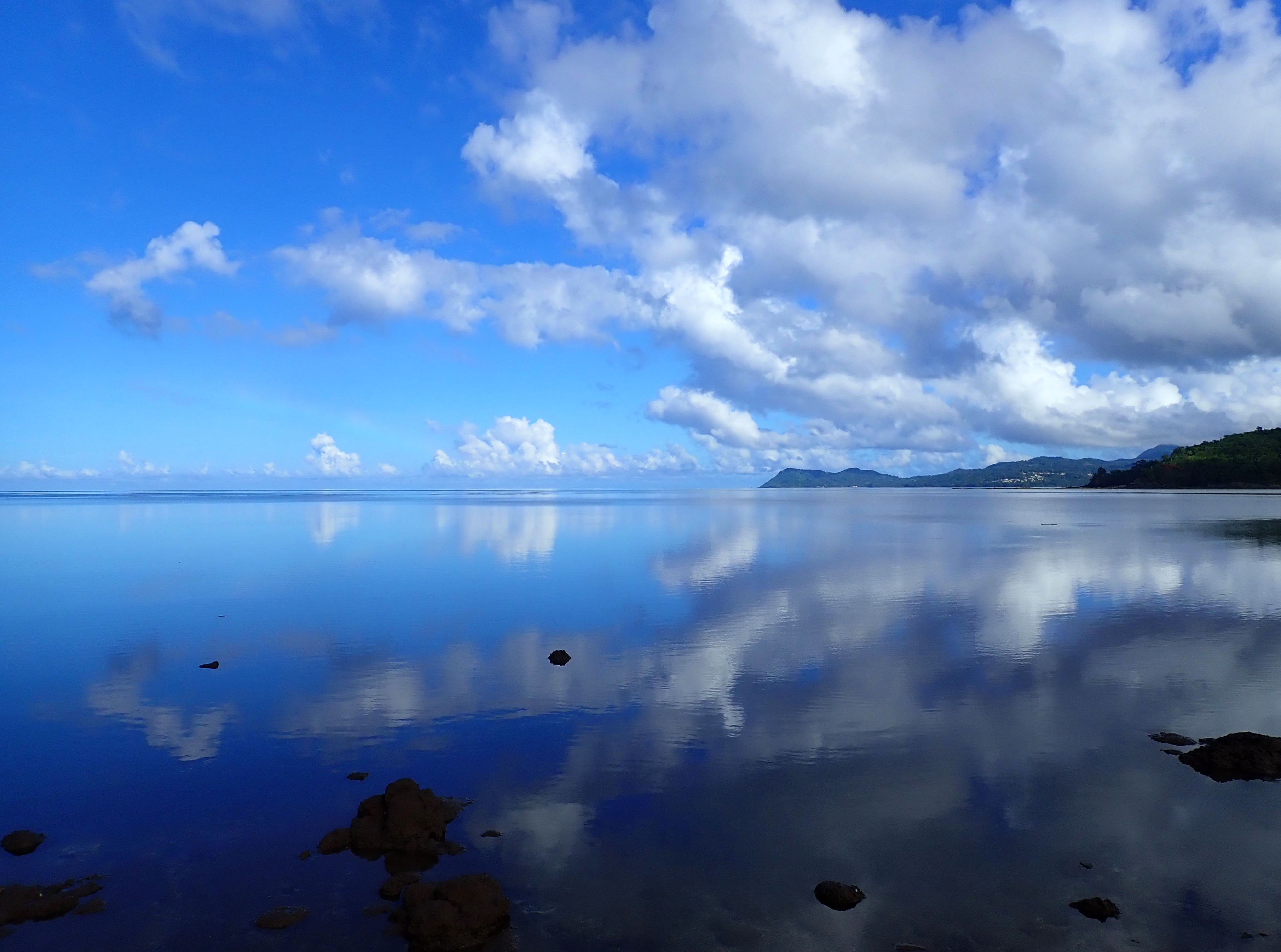
Plage de Sohoa à marée basse
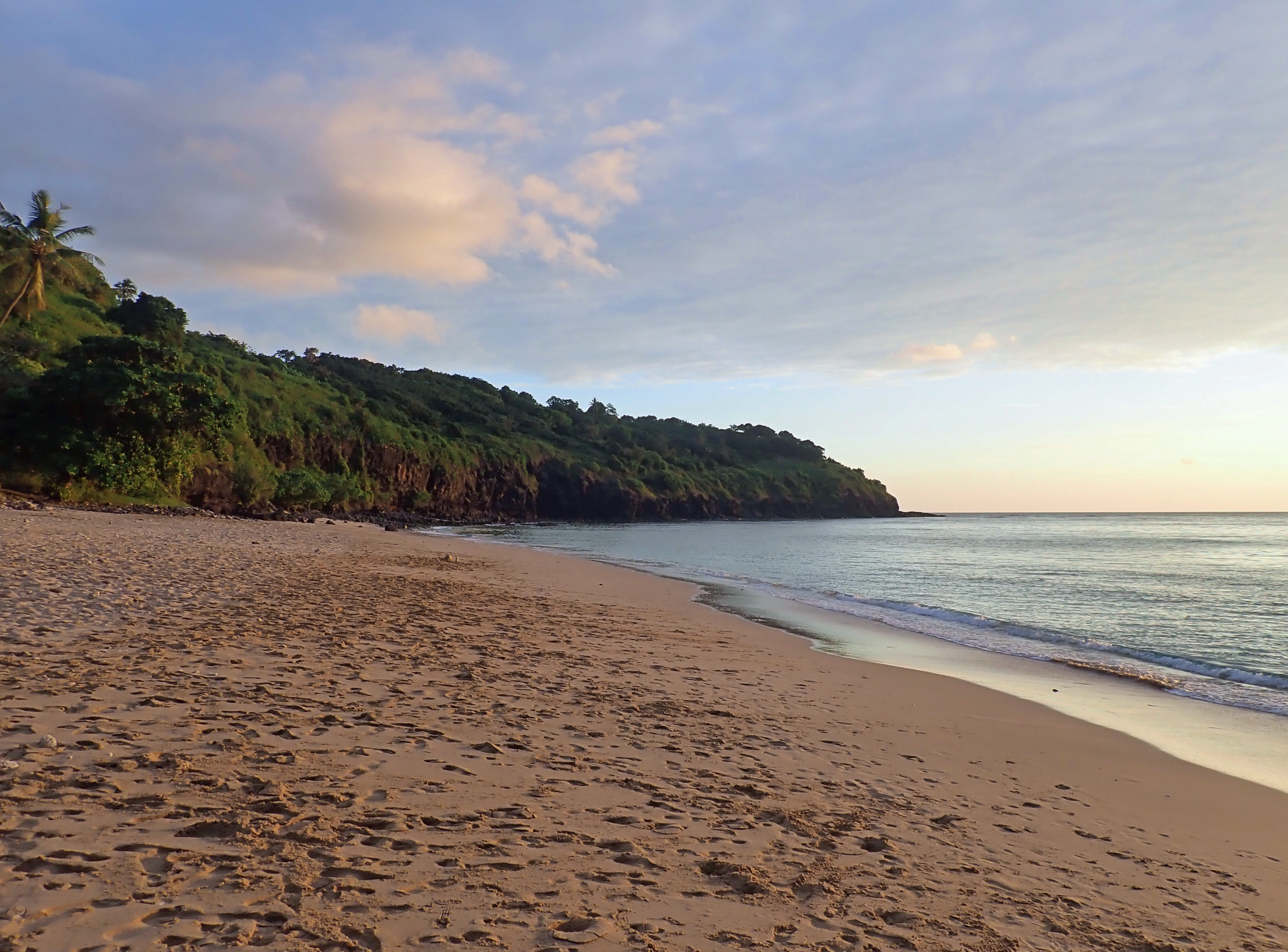
Plage Mtsanga Fanou

### Petite-Terre
- Plage du Boulevard des crabes ou du Faré -- plage qui borde le boulevard reliant Dzaoudzi à Pamandzi, pourvue de plusieurs restaurants.
- Plage de Moya -- suite de plages de sable blond séparées par des falaises, dont certaines ne sont accessibles qu'à marée basse.
- Plage de Papani -- Longue plage de sable blanc, avec des dépressions dans le platier récifal qui forment des « piscines » prisées des touristes.
- Plage des Badamiers -- plage qui commence en sable blanc à la pointe nord de Petite-terre, et devient un platier plus rocailleux en allant vers le sud.

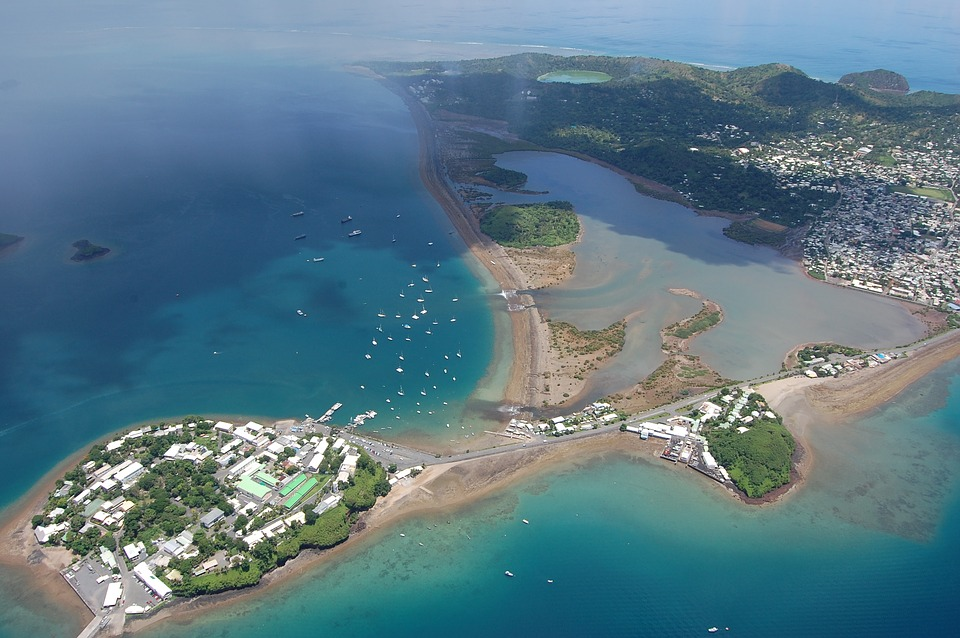
Le Boulevard des crabes et sa plage.
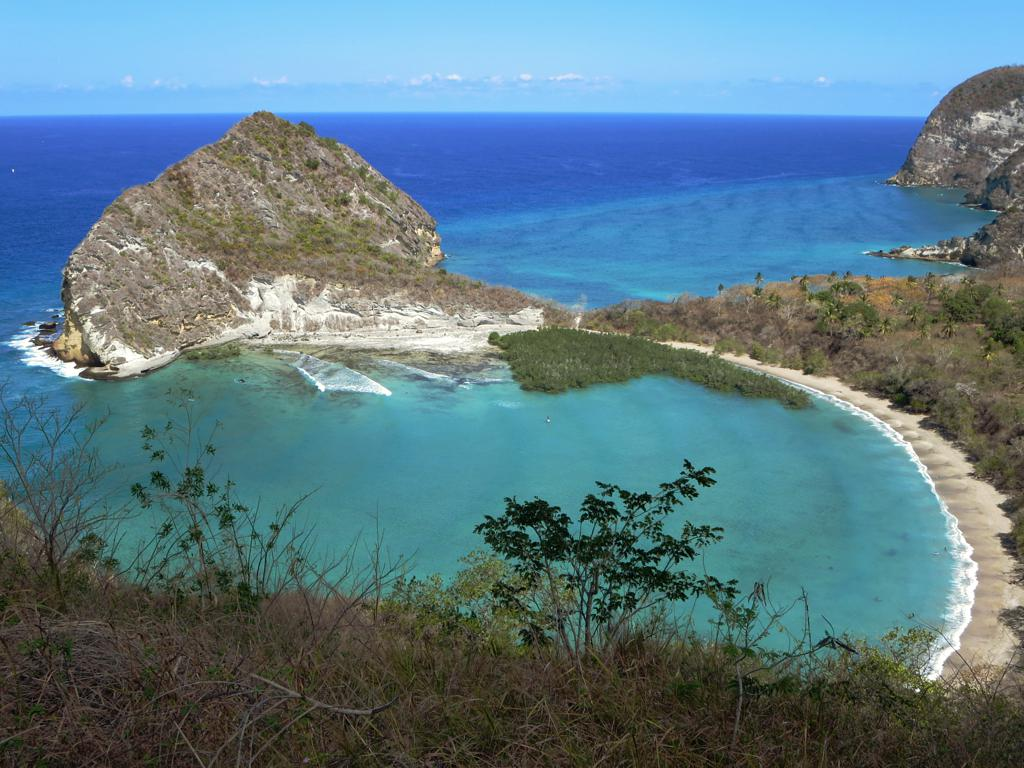
Plage de Moya.
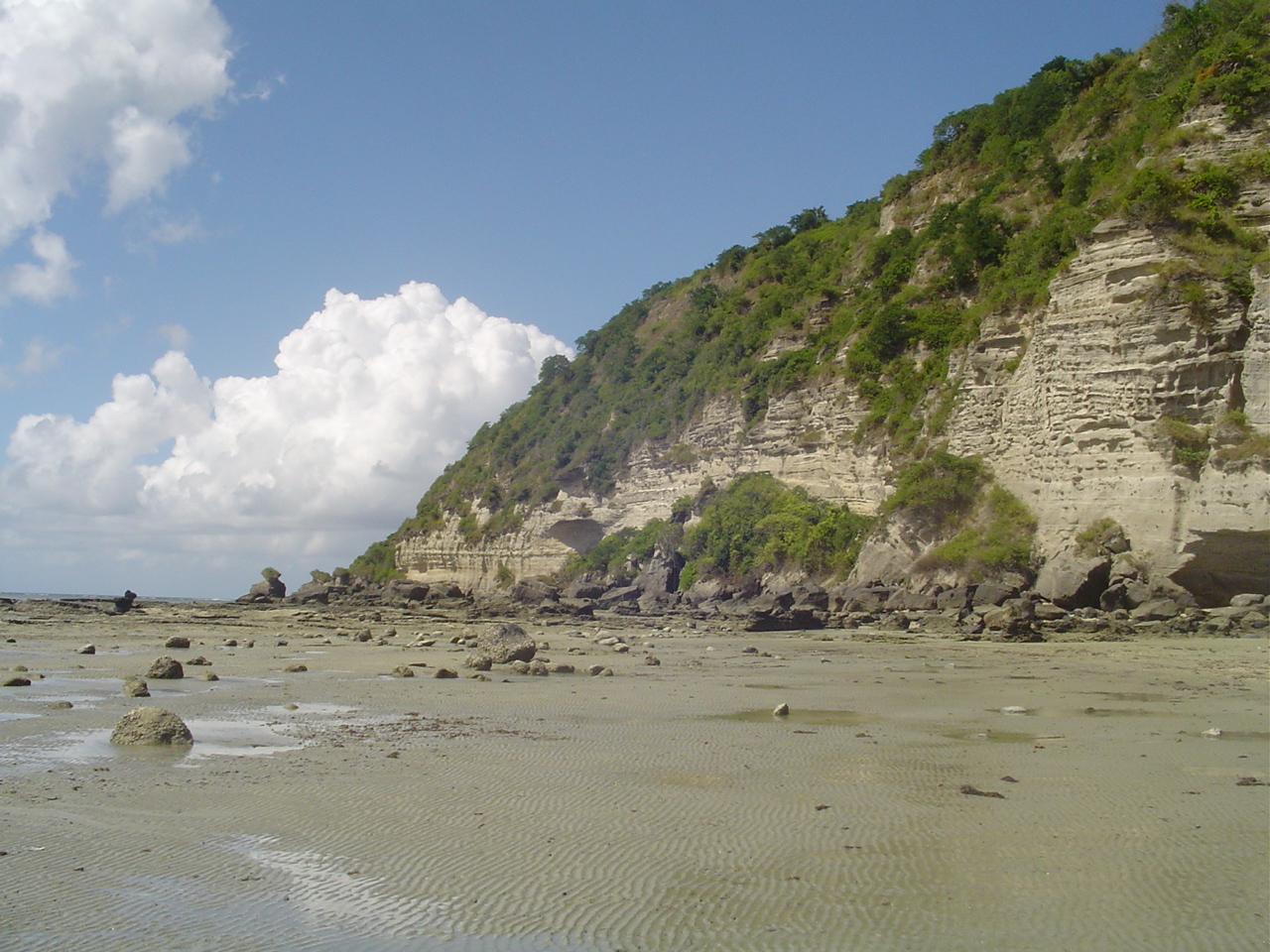
Plage de Papani.

## Sources et liens
- Laurence de Susanne, « Les plus belles plages de Mayotte », sur ilemayotte.com.
- « Plages de Mayotte », sur giteamayotte.com.
- « Les plus belles plages de Mayotte », sur evaneos.fr.
- « Les plages de Mayotte », sur partirvoirlemonde.com, 8 avril 2016.
- « Les plages à Mayotte », sur notrereunion.canalblog.com.
- Agence régionale de santé Océan Indien, « Bilan 2017 de la qualité des eaux de baignade contrôlées à Mayotte », sur www.ocean-indien.ars.sante.fr, décembre 2017.
- Agence régionale de santé Océan Indien, « Eaux de baignade contrôlées à Mayotte : bilan 2018 de la qualité de l’eau », sur ocean-indien.ars.sante.fr, 10 décembre 2018.
- Agence régionale de santé Mayotte, « Contrôle des eaux de baignades : où se baigner en 2021 à Mayotte ? », sur ocean-indien.ars.sante.fr, 23 novembre 2020.
- Fabien Magnerou, « La plage où vous allez vous baigner est-elle dangereuse pour votre santé ? », sur francetvinfo.fr, 9 juillet 2018.
- « Destination: Mayotte », sur snorkeling-report.com.